# Francoprovençal
Pour les articles homonymes, voir romand.
Ne doit pas être confondu avec provençal, francitan ou franco-occitan.
« Arpitan » redirige ici. Pour les autres significations, voir Arpitan (fromage).
Le francoprovençal ou arpitan (autonymes : francoprovençâl ou arpetan) est une langue romane parlée dans des régions proches des frontières entre la France, la Suisse et l’Italie. C’est l'une des langues distinctes du groupe linguistique gallo-roman.
Cette langue n'est pas un mélange de français et de provençal (occitan), mais est située géographiquement entre les deux. Certains linguistes préfèrent donc, pour éviter toute confusion au lecteur, parler de romand ou d'arpitan.
Le francoprovençal est considéré comme une langue bien distincte. Du fait de sa situation géographique, il possède néanmoins certains traits communs avec les langues d'oïl du Nord et avec l'occitan du Sud. Il intègre aussi des éléments des langues germaniques et italo-romanes.
Le francoprovençal est répertorié dans l'atlas UNESCO des langues en danger dans le monde, ainsi que dans le rapport du Parlement européen sur les langues menacées de disparition.

## Dénominations de la langue

### Franco-provençal, francoprovençal

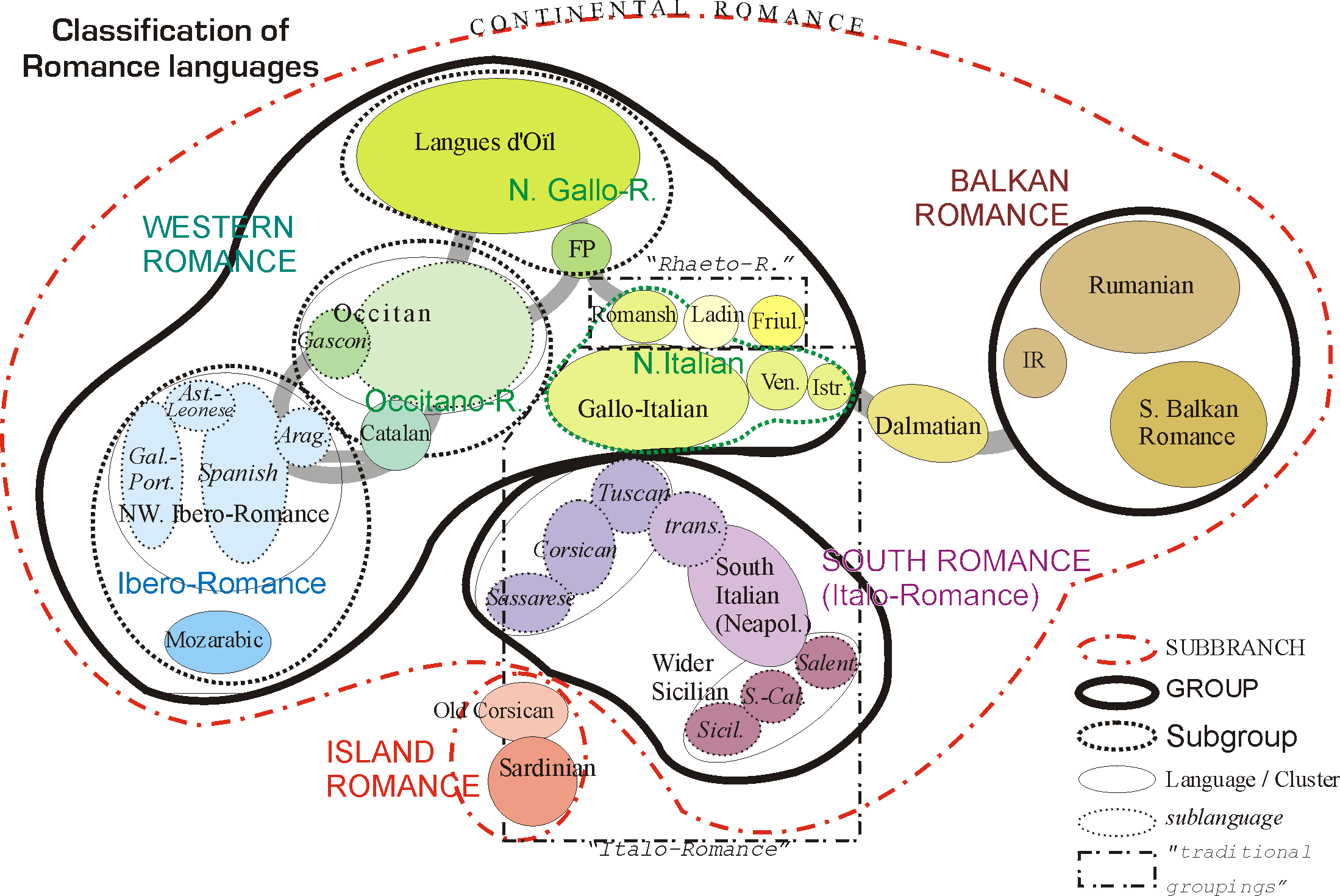
Une catégorisation du francoprovençal (FP) par rapport aux langues romanes.

La création de l’expression franco-provençal est due au linguiste italien Graziadio Isaia Ascoli en 1873 :

« J'appelle franco-provençal un type linguistique qui réunit, en plus de quelques caractères qui lui sont propres, d'autres caractères dont une partie lui est commune avec le français (un des dialectes de langues d'oïl) et dont une autre lui est commune avec le provençal, et qui ne provient pas d'une tardive confluence d'éléments divers, mais au contraire atteste sa propre indépendance historique, peu différente de celle par lesquelles se distinguent entre eux les autres principaux types romans. »

— Graziadio Isaia Ascoli
Ce mot est désormais écrit en un seul mot, sans trait d’union, afin d'éviter la confusion et de souligner le caractère indépendant de cette langue. Le terme « provençal » au moment où Ascoli écrit ces lignes ne se réfère pas uniquement à la langue de la Provence mais à l'intégralité de la langue occitane. En effet, l'occitan, avant d’obtenir son nom actuel, en a reçu plusieurs : limousin, puis provençal.
La suppression du trait d’union, proposé au colloque de dialectologie francoprovençale de 1969 à l'université de Neuchâtel, traduit lexicalement la volonté de créer une identité propre et plus marquée ; elle vise également à éviter de suggérer que la langue se borne à une simple juxtaposition d'éléments issus des langues d'oïl et d'oc.
C'est sous cette dénomination que cette langue est officiellement reconnue,,.

### Romand
Le terme romand pour désigner ce qui sera nommé francoprovençal par les linguistes est attesté depuis le XVe siècle (dans un document fribourgeois de 1424 qui autorise les notaires à « faire lettres en teif [= allemand] et en rommant »). Il est fréquent dans des documents vaudois et fribourgeois des XVIIe et XVIIIe siècles. Il est encore attesté à Genève au XIXe siècle, mais il est moins fréquemment employé pour les parlers extérieurs à la Suisse romande[réf. nécessaire].

### Arpitan
Les termes arpitan et arpian signifient montagnard pour le premier, berger pour le deuxième. Ils ont été repris au début des années 1970 pour répondre au besoin de lever la confusion générée par le terme francoprovençal. La forme particulière arpitan a été choisie pour sa ressemblance avec le nom de la seconde grande langue gallo-romane, l’occitan. Littéralement, arpian ou arpitan, signifie donc « le montagnard, le berger ».
Arpitan est formé à partir de la racine pré-indo-européenne *alp-, dans sa variante dialectale moderne arp-. En arpitan, ce mot ne désigne pas la « montagne », une « forme de relief élevé », comme on le croit communément, mais les « pâturages de montagne où les troupeaux sont conduits et passent l’été » (voir alpage). Cette racine est présente dans de nombreux noms de lieux, tant en Provence (Arpasse, Arpette, Arpillon, Aups, etc.), qu’en Dauphiné (Arp, Arpion, Arpisson, Aup, etc.), Savoie (Arpettaz, Arpeyron, Arpiane, Aulp, etc.), Valais (Arpette, Arpache, Arpitetta, etc.) et en Vallée d'Aoste (Arp, Arp-Damon, Arp-du-Bois, Arpisson, Arp-Nouva, Arpet, Arpettaz, Arp-Vieille, etc.). On retrouve cette racine ou ses variantes en Lombardie, en Suisse, en Allemagne et en Autriche.
À partir de 1974, et jusqu’au début des années 1980, un équivalent orthographié harpitan a été utilisé par le mouvement socio-culturel et politique valdôtain Movement Harpitanya. Politiquement de gauche, ce mouvement prône la « libération nationale et sociale de l’Harpitanie » par la création d'une fédération arpitane à cheval sur les Alpes, englobant la Vallée d'Aoste, la Savoie, les vallées arpitanes piémontaises et le Valais occidental,.
Dès la création de l'Alliance culturelle arpitane (ACA) en 2004, le terme arpitan (sans h initial) désigne la langue sans revendication politique. Sur son site officiel, l'ACA, qui promeut le terme arpitan, déclare clairement qu'elle est une « association politiquement neutre », ce que confirme la directrice du Centre d'études francoprovençales, Christiane Dunoyer : « Il n’y a pas eu une filiation directe, il n’y a pas eu d’institutions ou des personnes qui aient revendiqué cet héritage d’une manière consciente et officielle. Mais il est certain que cela a contribué à faire évoluer les consciences et à faire en sorte que certaines idées progressent. Il y a par exemple une homonymie entre Harpitanya d’il y a quarante ans et un mouvement éminemment culturel qui existe de nos jours. Il rassemble des jeunes gens de Suisse, de Savoie, du Lyonnais, etc., et qui communiquent surtout par le biais des nouvelles technologies et ils portent de l’avant un projet culturel commun ».
Jusque-là peu usité dans les publications de la recherche universitaire francophone, le terme arpitan est reconnu dans la terminologie universitaire comme un synonyme de francoprovençal. Le SUDOC (Système universitaire de documentation), système de référence, l’a indexé comme tel.
Le terme commence à être utilisé dans la littérature universitaire des chercheurs internationaux et dans la littérature des spécialistes locaux.
Il est aujourd’hui en usage dans certaines associations de locuteurs, notamment l’Association des enseignants de savoyard (AES), présidée par Marc Bron, et pour qui la dénomination franco-provençal « est malheureuse, car elle laisse un parfum d’inachevé, d’amalgame entre oc et oïl, alors qu’elle n’est ni d’oc, ni d’oïl. Que dirait-on si l’on avait appelé l’occitan le franco-espagnol, le franco-italien ou le franco-corse ? Cela n’aurait manifestement pas été sérieux. Cela ne l’est pas davantage concernant le savoyard.»
La Fédération internationale de l'arpitan (ACA), implantée à Saint-Étienne, Sciez et Lausanne, souhaite « rendre visible l’arpitan sur la place publique ». Elle promeut l’utilisation d’une orthographe unifiée (l’orthographe de référence B) et le mot arpitan. Elle estime que le composé francoprovençal prête à confusion,, entravant ainsi ses chances de reconnaissance officielle en tant que langue minoritaire (en France notamment).
La linguiste Claudine Brohy, de l'institut de plurilinguisme de l'université de Fribourg, note que ce néologisme est « de plus en plus utilisé ».
Le linguiste Médéric Gasquet-Cyrus estime cependant que l’usage du terme arpitan « demeure limité, notamment sur Internet, à un cercle très étroit de militants relativement jeunes », alors que James Costa avoue dans un article avoir été « surpris par l’absence du terme arpitan dans les questionnaires recueillis, absence d’autant plus remarquable que le terme est en concurrence sérieuse avec le terme francoprovençal sur internet. Arpitan semble en usage principalement au sein de réseaux plus jeunes et plus militants ». Ce dernier juge par ailleurs que « le terme d’arpitan renvoie […] à un espace politique potentiel, l’Arpitanie, au sein duquel l’arpitan serait la langue héritée et en voie de disparition. Le terme d’arpitan facilite ainsi une identification entre langue, territoire et peuple, selon le triptyque classique dans la construction des États-nations européens depuis le XVIIIe siècle ».
Selon Natalia Bichurina (frp), « sur Internet le terme arpitan paraît plus populaire que francoprovençal, alors qu’au sein des associations, ce serait plutôt le contraire ». Elle attribue cette différence au côté militant qui est revendiqué par le mouvement arpitan et que n’ont pas les mouvements patoisants ou francoprovençaux.

## Aire de diffusion du francoprovençal

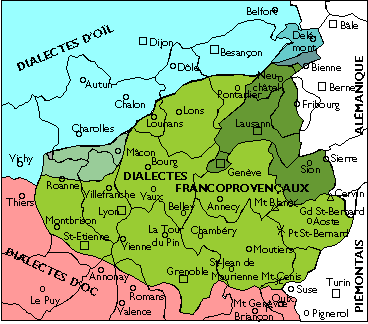
L'aire francoprovençale.

L’aire francoprovençale, parfois appelée Arpitanie, est délimitée, inclusivement, par les régions listées ci-dessous.

### France
La majeure partie de l'ancienne région Rhône-Alpes : toute la Savoie (Savoie propre, Maurienne, Tarentaise, Genevois, Chablais et Faucigny), le Forez (département de la Loire), la Bresse, la Dombes, le Revermont, le Pays de Gex, le Bugey, l’agglomération de Lyon, le Nord-Dauphiné ; une partie de la Franche-Comté et de la Saône-et-Loire. Plusieurs communes du sud-est de l'Allier parlent francoprovençal,.
La langue influence aussi le parler auvergnat de la Montagne bourbonnaise dans l'Allier, ou du « Croissant » du reste de la Montagne bourbonnaise.
La limite avec les langues d'oïl se fait principalement sur le critère de l'accent tonique distinctif : il est conservé en francoprovençal, mais pas dans les langues d'oïl.
Note : seule la partie nord du Dauphiné est dans la zone francoprovençale. Les départements de la Drôme et des Hautes-Alpes sont occitans (sauf l'extrême nord de la Drôme). La majeure partie de l’Isère est francoprovençale mais certaines zones du sud sont occitanes. Une carte de Gaston Tuaillon en 1964 donne un tracé extrêmement précis de la frontière entre occitan et francoprovençal. Selon Dominique Stich, la limite passe au niveau du canyon du Drac séparant le Trièves de la Matheysine, puis suit la limite des toits en génoise.
Selon la dialectologue Colette Dondaine, il est vraisemblable qu’à l’origine (avant l’apparition des premiers textes littéraires), l’actuelle Franche-Comté, jusqu’aux pieds des Vosges, faisait également partie de l’espace francoprovençal.

### Italie
La Vallée d'Aoste, à l’exception des communes Walser de Gressoney-Saint-Jean, Gressoney-La-Trinité et Issime, dans la Vallée du Lys.
Les hautes vallées piémontaises dans les communes suivantes :
- Ala di Stura
- Almese/Almesé
- Alpette/L'Alpette
- Avigliana/Veillane
- Balme/Barmes
- Borgone di Susa/Bourgon
- Bruzolo/Brusol de Suse
- Bussoleno/Bussolin
- Cantoira/Cantoire
- Caprie, Carema/Carême
- Castagnole Piemonte/Chassagne du Piémont
- Ceres/Cérès
- Ceresole Reale/Cérisoles
- Chialamberto/Chalambert
- Chianocco/Chanoux
- Chiusa di San Michele/L’Écluse
- Coassolo Torinese/Coisseuil
- Coazze/Couasse
- Condove/Condoue
- Corio/Cory
- Frassinetto/Frassinet
- Germagnano/Saint-Germain
- Giaglione/Jaillons
- Giaveno/Javein, Gravere/Gravière
- Groscavallo/Groscaval
- Ingria/L'Ingrie
- Lanzo Torinese/Lans-L’Hermitage
- Lemie, Locana/Locane
- Mattie/Mathie
- Meana di Susa/Méans
- Mezzenile/Mesnil
- Mompantero/Montpantier
- Monastero di Lanzo/Moutiers
- Moncenisio/Montcenis
- Noasca/Novasque
- Novalesa/Novalaise
- Pessinetto/Pessinet
- Pont-Canavese/Pont-en-Canavais
- Quincinetto/Quincinet
- Ribordone/Ribardon
- Ronco Canavese/Ronc
- Rubiana/Rubiane
- San Didero/Saint Didier
- San Giorio di Susa/Saint-Joire
- Sant’Ambrogio di Torino/Saint-Ambroise
- Sant’Antonino di Susa/Saint-Antonin
- Sparone/Esparon
- Susa/Suse
- Traversella/Traverselle
- Traves/Travey
- Usseglio/Ussel
- Vaie/Vaye
- Valchiusella/Chausselle
- Valgioie/Valjoie
- Valprato Soana/Valpré
- Venaus/Vénaux
- Villar Dora/Villar d'Almesé
- Villar Focchiardo/Villar-Fouchard
- Viù/Vieu

Auxquelles il faut ajouter une partie de la commune de Trana, le hameau de Grandubbione et deux enclaves dans les Pouilles sont dues à l’émigration de locuteurs au XIVe siècle : Faeto/Fayet et Celle di San Vito/Cèles de Sant Vuite.
Note : les vallées plus méridionales (Haute vallée de Suse, Val du Cluson, etc.) du Piémont parlent l’occitan.

### Suisse

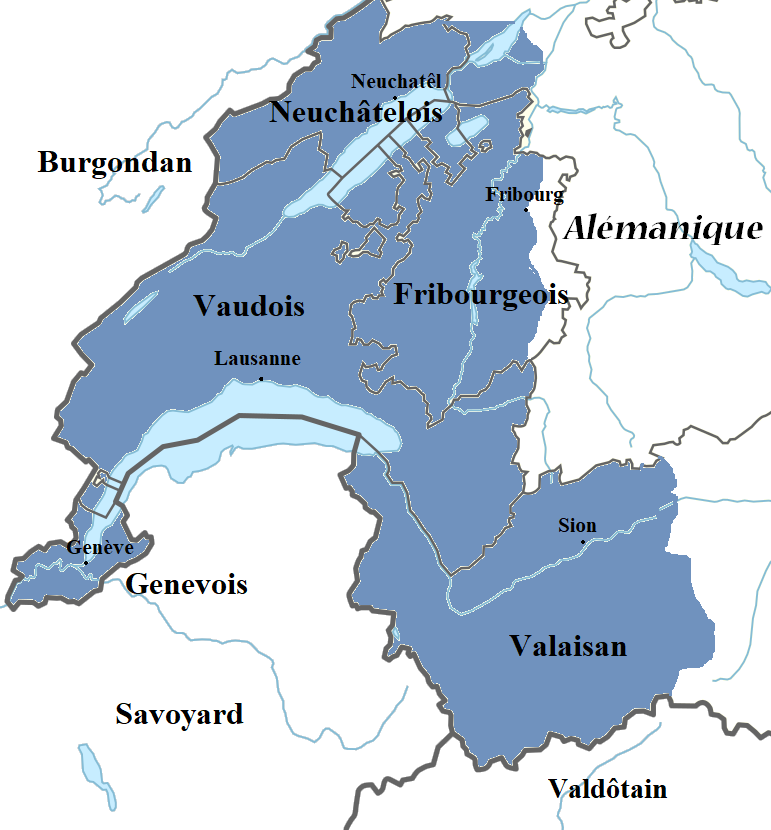
L'aire francoprovençale en Suisse.

Tout l’espace romand à l’exception du canton du Jura.
Dans le Jura bernois, la partie francophone du canton de Berne, l'arpitan partage son aire de diffusion avec le franc-comtois (langue d'oïl) qui est la langue traditionnelle du nord-est et plus précisément de la partie nord du district de Moutier. Dans la partie sud-est de la région, l'arpitan reste l'idiome traditionnel alors que dans la partie centrale, il s'agit d'un dialecte de transition entre le franc-comtois et l'arpitan.

### Ukraine
Les habitants de la colonie viticole suisse de Chabag parlaient un patois romand pendant le XIXe siècle et le début du XXe siècle.

## Historique

Les langues de la Galloromania.
3 Limite actuelle du francoprovençal
4 Extension du francoprovençal avant le XIIIe siècle,.

### Substrats pré-celtique et celtique
L'héritage linguistique primitif se limite à la toponymie et à l'hydronymie comme Arrondine, Arve, Alpes, Truc, Bec.

Le mot chalet (popularisé par Jean-Jacques Rousseau) dérive également d'une hypothétique racine préceltique (ou ligure) *cal- signifiant « abri ». Le francoprovençal ORB souta (localement orthographié chotta, chota ou cheûta), signifiant aussi « abri », provient du latin populaire *susta (du verbe latin « substare » qui signifie « se tenir dessous »).
À la période de La Tène, des tribus celtes s'installent dans la région : Allobroges au nord de l'Isère, Ceutrons en Val d’Isère, Salasses en Vallée d’Aoste, Helvètes et Séquanes dans l’actuelle Suisse romande). Leur influence demeure perceptible dans le lexique commun avec les mots méleze (*melatia), nant (*nantu « vallée »), balme (*balma « trou »)[réf. nécessaire].

### Origine latine, apport burgonde et formation de l'ancien francoprovençal
L'origine latine de la langue francoprovençale, dont il dérive majoritairement, est démontrée dès sa définition par Graziadio Isaia Ascoli. Plusieurs romanistes comme Walther von Wartburg (1946) et Pierre Bec (1971) estiment que le francoprovençal constituerait la première branche divergente du groupe des parlers d’oïl et ce dernier situe cette divergence aux alentours du VIIIe ou IXe siècle. Le bloc d’oïl de l’ouest aurait continué à évoluer et le francoprovençal aurait fait preuve d’un conservatisme marqué.
Des recherches récentes démontrent que le francoprovençal n’est pas une branche archaïque de la langue d'oïl. C'est une langue romane indépendante, aussi ancienne que les autres langues gallo-romanes. Les premières caractéristiques de cette langue sont en effet attestées dans des inscriptions monétaires mérovingiennes de la fin du VIe siècle. L'analyse des traits majeurs de phonétique historique, qui ont permis de l'identifier, correspondent exactement aux limites du royaume des Burgondes d'avant les conquêtes mérovingiennes. Ce fait est aussi étayé par l'aire du vocabulaire d'origine burgonde à l'intérieur de ces frontières. Walther von Wartburg indique à ce sujet que la déformation des voyelles ĕ et ŏ est une trace d'une forte influence de la langue burgonde en tant que substrat phonétique.
Le fait que la région ne soit devenue française que tardivement explique en partie cette distinction vis-à-vis des langues d'oïl. Cependant, dès le Moyen Âge, ces deux régions échangent beaucoup et s'influencent entre elles linguistiquement. D'ailleurs, la langue moderne continue à recourir à des termes médiévaux pour certains actes courants bayâ pour donner, pâta pour chiffon, s’moussâ pour se coucher, etc.). Désormaux écrit à ce sujet dans la préface du Dictionnaire savoyard : « Le caractère archaïque des patois savoyards est frappant. On peut le constater non seulement dans la phonétique et dans la morphologie, mais aussi dans le vocabulaire, où l’on retrouve nombre de mots et de sens disparus dans le français propre. […] ». En outre, le francoprovençal partage certaines évolutions phonétiques primitives avec la langue d’oïl, mais non les plus récentes. En revanche, certains traits le rattachent à l’occitan (voir le chapitre Morphologie)[réf. nécessaire].

### XIIeetXIIIesiècles

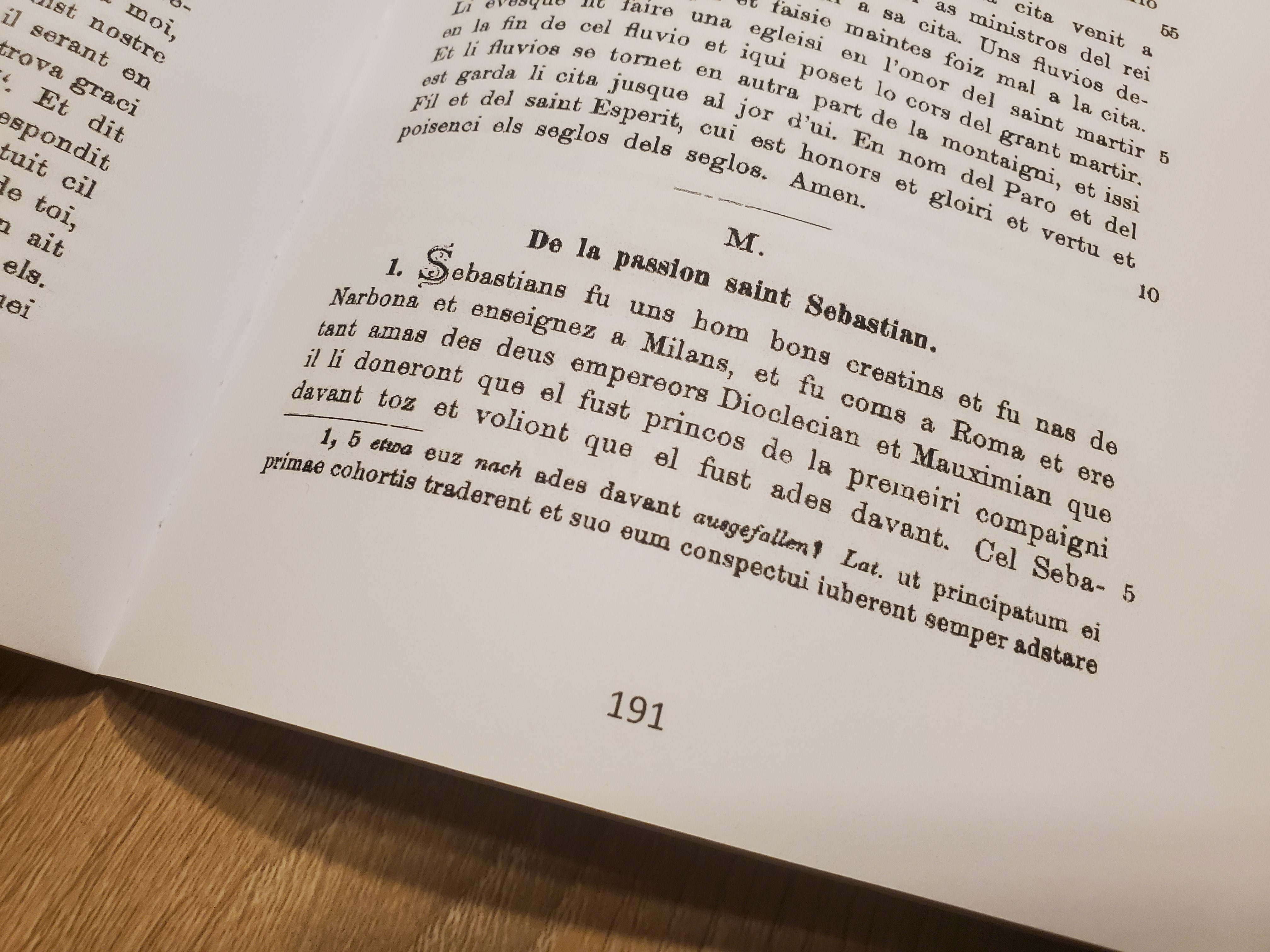
De la passion saint Sebastian : commencement du chapitre sur la vie de saint Sébastien dans le Légendier lyonnais, recueil de vies de saints écrit en francoprovençal lyonnais mâtiné de langue d'oïl (édition moderne par Adolf Mussafia et Theodor Gartner, 1895).

Cette langue n’a jamais pu développer une littérature du même niveau que ses trois grandes voisines d’oïl, d’oc et « de sì » (italien). Le morcellement politique (découpage entre la France, la Suisse, la Savoie/Sardaigne, le Piémont) et géographique, ainsi que l’abandon, dans les grands centres urbains comme Lyon, Grenoble ou Genève, du parler vernaculaire en faveur du français véhiculaire, expliquent la faiblesse du corpus littéraire existant. Les premières traces écrites remontent aux XIIe et XIIIe siècles
Cependant, une tradition littéraire francoprovençale semble avoir existé, bien qu’aucune forme écrite prévalente ne soit identifiée :
- Un fragment du début du XIIe siècle contenant 105 vers d’un poème sur Alexandre le Grand semble être le plus ancien écrit connu[réf. nécessaire].
- L'épopée Girart de Roussillon (10 002 lignes), datée de la moitié du XIIe siècle, est parfois considéré comme du francoprovençal et en présenterait certaines caractéristiques, bien qu’une édition moderne, qui fait autorité, le présente comme un mélange de formes françaises et occitanes (Price, 1998)[réf. nécessaire].
- Un document important de la même période contient une liste de vassaux du comté du Forez et n’est pas sans intérêt littéraire[réf. nécessaire].

Au XIIIe siècle, nous trouvons aussi :
- Le Légendier lyonnais (manuscrit 818 de la BnF), aussi dénommées Légendes prosaïques, datent des années 1220 à 1230 et constituent un remarquable corpus de textes en ancien francoprovençal. Il s'agit de traductions en ancien francoprovençal d'épisodes de la vies de plusieurs apôtres et saints, probablement d'après un original en latin[réf. nécessaire].
- Le Testament de Johan de Borbono (Jean de Bourbon), notable forézien ayant fait rédiger son testament dans ce qui deviendra une scripta (langue de rédaction dont l'orthographe est inspirée de textes déjà écrits plutôt que de la prononciation réelle) à mi chemin entre l'ancien français et le francoprovençal, est un autre exemple de ces textes médiévaux, souvent prosaïques, rédigés dans un francoprovençal médiéval mâtiné d'ancien français[réf. nécessaire].

Parmi les premiers écrits historiques dans cette langue figurent des textes rédigés par des notaires du XIIIe siècle lorsque le latin commence à être abandonné par l’administration officielle.

On peut citer la traduction du Corpus Juris Civilis (connu également sous le terme de Code Justinien) dans la langue vernaculaire parlée à Grenoble.

Des ouvrages religieux sont également traduits ou conçus en dialecte francoprovençal dans des monastères de la région. La Légende de Saint Barthélemy est l’un de ces ouvrages, écrit en dialecte lyonnais, qui ont survécu au XIIIe siècle. Marguerite d'Oingt (env. 1240-1310]), une religieuse de l’Ordre des Chartreux, écrit deux longs textes particulièrement remarquables dans ce même dialecte. Voici un extrait du texte original de La Vie de sainte Béatrice d’Ornacieux :

« Quant vit ço li diz vicayros que ay o coventavet fayre, ce alyet cela part et en ot mout de dongiers et de travayl, ancis que cil qui gardont lo lua d’Emuet li volissant layssyer ço que il demandavet et que li evesques de Valenci o volit commandar. Totes veys yses com Deus o aveyt ordonat oy se fit »

— § 112

### XIIIeetXIVesiècles
Aux XIIIe et XIVe siècles, apparaît le début d'une littérature en francoprovençal dont nous sont restés plusieurs textes. Le francoprovençal manque d'un appui politique et financier pour s'affirmer comme, à la même époque, le font les langues d'oïl et d'oc. Les poètes francoprovençaux ne disposent pas d'une cour comparable à celles des seigneuries de langue d'oïl ou d'oc, d'où le fait que les poètes francoprovençaux aient plutôt cherché une audience et des soutiens en dehors du domaine francoprovençal à cette époque)[réf. nécessaire].
Au XIVe siècle, la ville suisse de Fribourg fait du patois fribourgeois sa « langue nationale » sous une forme que la recherche moderne appelle scripta para-francoprovençale. Les procès-verbaux des délibérations du Conseil de la ville, les actes des notaires, etc. sont rédigés dans cette langue :

« Item hont ordoney li advoye, li consed et li ijc, que en chesque for de Fribor soyt li moistre et un bacheleir et ij. garzons por porteir l’aygue et les meiz in ce que un dont por chasque coppa de farina .iiij. d. por tottes choses et chascon reculle sa farina einsy quant a luy playrra de que chasque forna doyt contenir vij. coppes, li que forna se amonte ij. s. iiij. d. a vij. coppes de farina. »

— (Fribourg 1370, cf. Aebischer 1950, p. 115)

### XVIesiècle

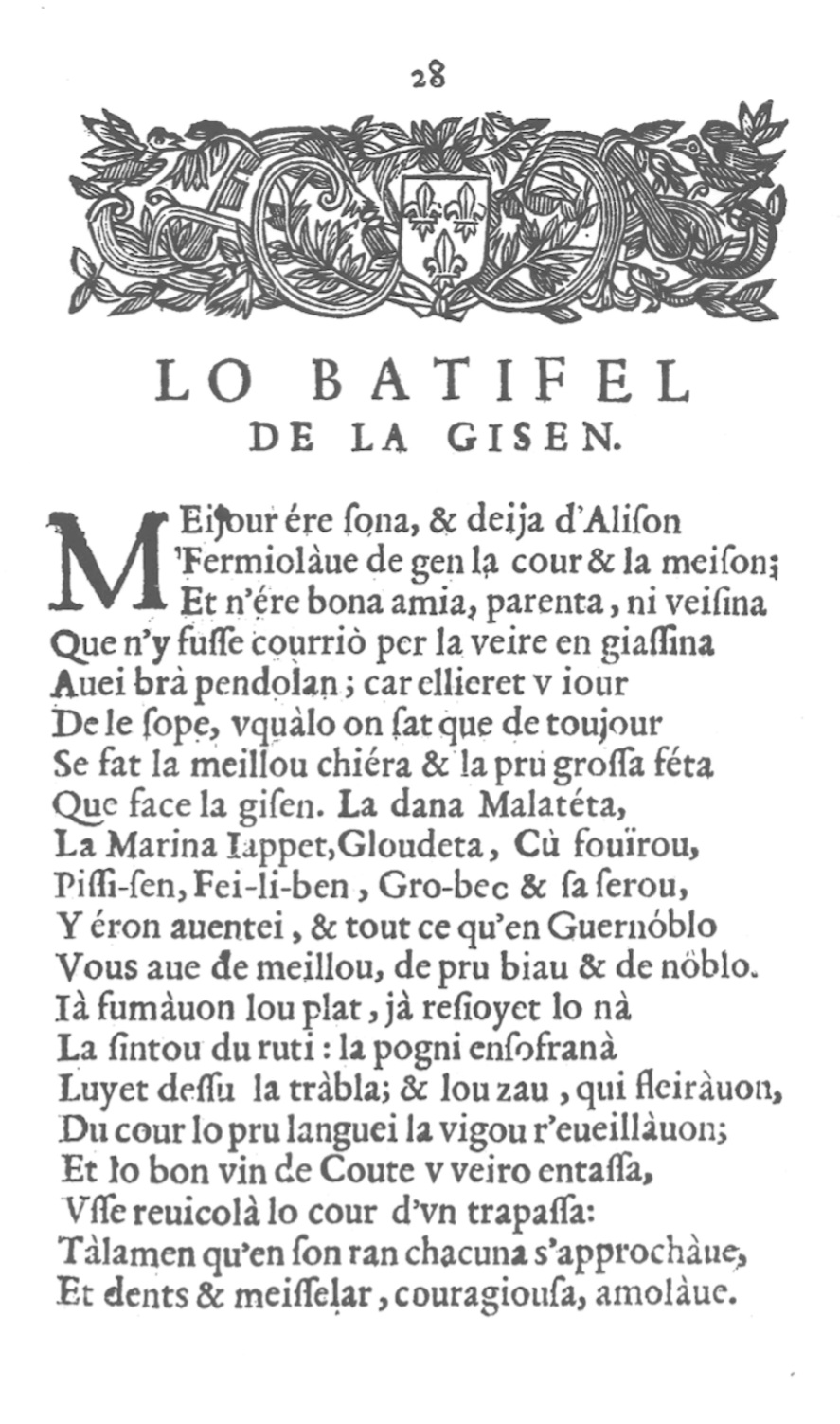
Première page de l'édition de 1583 du Batifel.

À partir du XVIe siècle, on recense de nombreuses transcriptions de chansons, poésies, fragments et notamment les trois longs poèmes du noble grenoblois Laurent de Briançon. Le Dictionnaire savoyard de A. Constantin et J. Désormaux (voir Bibliographie) mentionnent :
- 1520 : Chanson de la Complanta et désolation dé Paitré, patois de Genève, retranscrit au XVIIe siècle.
- 1547 : Placard de huit lignes en patois de Genève de Jacques Gruet, traduit en français au XIXe siècle dans Recherches sur le patois de Genève, par Eugène Ritter.
- 1555 : Noelz et chansons nouvellement composez tant en vulgaire francois que savoysien dict patois, Nicolas Martin, Lyon, en patois mauriennais.
- 1563 : Lo Batifel de la Gisen du poète pamphlétaire grenoblois Laurent de Briançon.
- 1564 : Lo Banquet de le Faye du même Laurent de Briançon.
- 1577 : La Vieutenanci du Courtizan du même Laurent de Briançon.

### XVIIesiècle
Au début du XVIIe siècle, de nombreux textes en francoprovençal voient le jour à l’occasion des conflits religieux entre les réformateurs calvinistes et les catholiques soutenus par le duché de Savoie.

Parmi les plus connus, on trouve Cé qu'è lainô (Celui qui est en haut), rédigé en 1603 par un auteur inconnu. Ce long poème narratif évoque l'Escalade, une tentative infructueuse de conquête de la ville de Genève par l’armée savoyarde qui provoqua de forts sentiments patriotiques. Ce poème est devenu plus tard l’hymne de la République de Genève. Voici les trois premières strophes en dialecte genevois avec leur traduction française[réf. nécessaire] :
| Version avec graphie d'origine | Version en francoprovençal moderne | Version française |
| Cé qu’è lainô, le Maitre dé bataille, Que se moqué et se ri dé canaille ; A bin fai vi, pè on desande nai, Qu’il étivé patron dé Genevoi. | Cél qu'est lé en-hôt, lo Métre des batâlyes Que sè môque et sè rit des canâlyes ; At bien fêt vêre, per un disandro-nuet, Qu'il étêve patron des Genèvês. | Celui qui est en haut, le Maître des batailles, Qui se moque et se rit des canailles A bien fait voir, par une nuit de samedi, Qu’il était patron des Genevois. |
| I son vegnu le doze de dessanbro Pè onna nai asse naire que d’ancro ; Y étivé l’an mil si san et dou, Qu’i veniron parla ou pou troi tou. | Ils sont vegnus lo doze de dècembro Per una nuet asse nêre que d'ancro, O étêve l'an mil-siéx-cent-et-doux, Qu'ils vegniront parlar un pou trop tout.     | Ils sont venus le douze de décembre, Par une nuit aussi noire que d’encre; C’était l’an mil six cent et deux, Qu’ils vinrent parler un peu trop tôt.            |
| Pè onna nai qu’étive la pe naire I veniron; y n’étai pas pè bairè; Y étivé pè pilli nou maison, Et no tüa sans aucuna raison.             | Per una nuet qu'étêve la ples nêre Ils vegniront, o n'étêve pâs per bêre : O étêve por pilyer noutres mêsons, Et nos tuar, sen ôcuna rêson.               | Par une nuit qui était la plus noire, Ils vinrent; ce n’était pas pour boire: C’était pour piller nos maisons, Et nous tuer, sans aucune raison.                |

De nombreux écrivains composèrent des textes satiriques, moralisateurs, poétiques, comiques et des textes pour le théâtre, ce qui indique bien la grande vitalité de la langue francoprovençale de l’époque[réf. nécessaire] :
- Bernardin Uchard (1575–1624), auteur et auteur dramatique de Bresse ;
- Henri Perrin, auteur de comédie, de Lyon ;
- Jean Millet (1600 ?–1675), auteur de comédies, de poésie pastorale et d’autres poèmes, de Grenoble ;
- Jacques Brossard de Montaney (1638–1702), compositeur de chants pour chœur et de comédies, de Bresse ;
- Jean Chapelon (frp) (1647–1694), écrivain qui a écrit plus de 1500 chants pour chœur, chansons, épîtres, et dissertations, de Saint-Étienne ;

### XVIIIesiècle
Nous avons :
- François Blanc, dit Blanc la Goutte (1662–1742), écrivain de poèmes en prose, dont Grenoblo maléirou sur la grande inondation de Grenoble en 1733.

C'est également une époque où, à Lyon, la langue est surtout utilisée pour les chansons d'actualité (souvent à caractère politique) et les chants de noëls.

### XIXesiècle
Nous avons :
- Guillaume Roquille (1804–1860), poète appartenant à la classe ouvrière, de Rive-de-Gier, près de Saint-Chamond ;
- Joseph Béard (1805–1872) de Rumilly.

En Littérature valdôtaine, nous avons Jean-Baptiste Cerlogne (1826–1910), abbé à qui on reconnaît le mérite d’avoir promu l’identité culturelle de la Vallée d'Aoste et son patois par sa poésie (entre autres L’infan prodeggo, 1855) et par ses premiers travaux scientifiques. Le Concours Cerlogne – une manifestation annuelle qui porte son nom – permet depuis 1963 de sensibiliser des milliers d’étudiants italiens à la nécessité de conserver la langue de la région, sa littérature et son héritage[réf. nécessaire].
Extrait du poème La pastorala de Jean-Baptiste Cerlogne, le chant de Noël le plus célèbre au Val d'Aoste :

De nët euna leumiére / De nuet una lumiére / Durant la nuit une lumière ;
I berdzè l’at paru / Ès bèrgiers at pariu / Aux bergers apparut
Un andze vin leur dëre / Un ange vegnit lor dére / Un ange vint leur dire :
Lo Sauveur l’est neissu / Lo Sôvor l'est néssiu / Le Sauveur est né.
Un pouro baou l’est son palatse / Une pauvre étable est son palais,
Et sat pei de fen in traver / Et sept brins de foin en travers
Compouson lo deur matelatse / Composent le dur matelas
De ci gran Rei de l’univer / De ce grand Roi de l’univers ;
Et din la rigueur de l’iver / Et dans la rigueur de l’hiver
De dò trei lindzo l’est queuver / De deux ou trois linges il est couvert.
Amélie Gex (1835, La Chapelle-Blanche (Savoie)–1883, Chambéry), la grande poétesse savoyarde a écrit aussi bien en sa langue natale qu’en français. Elle fut une avocate passionnée par sa langue.

Les thèmes de son œuvre comprennent le travail, les thèmes lyriques, l’amour, la perte tragique de l’être aimé, la nature, le temps qui passe, la religion et la politique. Beaucoup considèrent ses contributions littéraires comme les plus importantes de cette langue. On compte parmi ses œuvres : Reclans de Savoie (Les Echos de Savoie, 1879), Lo Cent Ditons de Pierre d’Emo (Les Cent dictons de Pierre du bon sens, 1879), et enfin à titre posthume, Fables (1898), et Contio de la Bova (Les Contes de l’Étable, 1898). Certains de ses écrits en français sont sur le point d’être imprimés[réf. nécessaire].
À la fin du XIXe siècle, les dialectes francoprovençaux commencent à disparaître. Les principales raisons en sont l’expansion du français dans tous les domaines et l’émigration des campagnards vers les centres urbains.

À cette époque, des sociétés savantes culturelles et régionales se mettent à collectionner les contes, les proverbes et les légendes recueillis auprès des locuteurs natifs.

Cette transcription continue aujourd’hui. De très nombreux travaux ont été publiés. Parmi ceux-ci, voici un extrait en dialecte Neuchâtelois de Le renâ à Dâvid Ronnet (Le renard de David Ronnet), tiré de Le Patois Neuchâtelois, Favre, 1894, p. 196) :
« Aë-vo jamai ohyi contâ l’istoire du renâ que Dâvid Ronnet a tioua dé s’n otau, à Bouidry ? Vo peuté la craëre, è l’é la pura veurtâ.
Dâvid Ronnet êtaë én’ écofi, on pou couédet, qu’anmâve grô lé dzeneuillè; el é d-avaë mé d’èna dozân-na, avoué on poui que tsantâve dé viadze à la miné, mâ adé à la lévaye du solet. Quaë subiet de la métsance! mé z-ami ! E réveillive to l’otau, to lo vesenau; nion ne povaë restâ u llie quan le poui à Dâvid se boétàve à rélâ. Ç’tu poui étaë s’n orgoû.
Le gran mataë, devan de s’assetâ su sa sulta por tapa son coëur & teri le l’nieu, l’écofi lévâve la tsatire du dzeneuilli por bouèta feur sé dzeneuillé & lé vaër cor dè le néveau. E tsampâve à sé bêté dé gran-nè, de la queurtse, du pan goma dè du lassé, dé cartofiè coûtè, & s’amouésâve à lé vaër medzi, se roba lé pieu bé bocon, s’énoussa por pieu vite s’épyi le dzaifre. »
« Avez-vous déjà entendu l’histoire du renard que David Ronnet a tué chez lui, à Boudry ? Vous pouvez y croire ; c’est la pure vérité.

David Ronnet était un cordonnier plutôt travailleur qui aimait beaucoup les poules ; il en avait plus d’une douzaine, avec un coq qui parfois chantait à minuit, mais toujours au lever du soleil. Quel grabuge, mes amis ! Ça réveillait toute la maison, tout le voisinage ; personne ne pouvait rester au lit quand le coq de David commençait à crier. Ce coq était son orgueil.

De grand matin, avant de s’asseoir sur son siège pour battre son cuir et [en] tirer les semelles*, le cordonnier levait la porte du poulailler pour faire sortir ses poules et les regarder courir dans le porche. Il lançait à ses bêtes des grains, de l’avoine, du pain trempé dans du lait, des pommes de terre cuites, et il s’amusait à les voir manger, se voler* les plus grands morceaux, se hâter* pour plus vite se remplir l’estomac. »

### XXesiècle
Bien que confiné à l’expression orale, le francoprovençal a relativement bien survécu jusqu’au début du XXe siècle, malgré son morcellement, dans les populations rurales. L’isolement relatif des vallées alpines et un faible solde migratoire avant la révolution industrielle expliquent ce maintien.
Au XXe siècle, les écrivains les plus célèbres pour leur utilisation du patois sont[réf. nécessaire] :
- Prosper Convert (1852–1933), le barde de Bresse ;
- Louis Mercier (1870–1951), chanteur populaire et auteur de plus de douze volumes de prose, de Coutouvre, près de Roanne ;
- Just Songeon (1880–1940), écrivain, poète et militant communiste, de La Combe, commune de Sillingy, près d’Annecy ;
- Eugénie Martinet (1896–1968), poétesse d’Aoste ;
- Joseph Yerly (de) (1896–1961), de Gruyères dont les œuvres complètes ont été publiées dans Kan la téra tsantè (Quand la terre chantait).

Antoine de Saint-Exupéry a été traduit : Le Petit Prince est devenu Lo Petsou Prince (traduction par Raymond Vautherin, (Gressan : Wesak Éditions, 2000). Voici les premières lignes de la deuxième partie du conte en patois valdôtain :
« L’y est chouë s-an, dz’ëro restà arrëto pe lo déser di Sahara. Quaque tsousa se s’ëre rontu dedin lo moteur de mon avion. Et di moman que dz’ayò avouë ni mecanichen, ni passadzë, dze m’apprestavo de tenté, solet, euna reparachon defecila. L’ëre pe mè euna questson de via o de mor. Dz’ayò dzeusto praou d’éve aprë p’euna vouètèina de dzor.
La premiëre nët dze me si donque indrumi dessu la sabla a pi de meulle vouet cent et cinquante dou kilomètre d’un bocon de terra abitàye. Dz’ëro bien pi isolà d’un nofragà dessu euna plata-fourma i menten de l’ocean. Donque imaginade mina surprèisa, a la pouinte di dzò, quan euna drola de petsouda voéce m’at revèillà. I dijet:
— Pe plèisi… féi-mè lo dessin d’un maouton tseque ! »
En l'an 2000, les Éditions des Pnottas ont publié le premier livre de bande dessinée en dialecte savoyard, Le rebloshon que tyouè ! (Le Reblochon qui tue !), dans la série Fanfoué des Pnottas, illustré par Félix Meynet et écrit par Pascal Roman.

On a aussi traduit en francoprovençal deux bandes dessinées tirées des Aventures de Tintin : Lé Pèguelyon de la Castafiore (Les Bijoux de la Castafiore) en dialecte bressan, L’Afére Pecârd en francoprovençal ORB*, et L’Afére Tournesol en dialecte gruérien. Ces trois livres, à l’origine écrits et illustrés par Hergé (Georges Remi), ont été publiés en 2006 et 2007 aux éditions Casterman.

## Diffusion actuelle

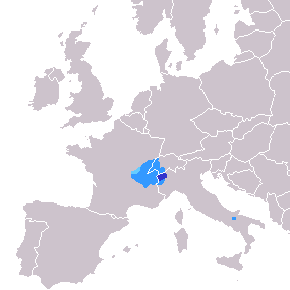
Bleu sombre : reconnaissance officielle Bleu moyen : aire traditionnelle de la langue Bleu clair : zone de transition.
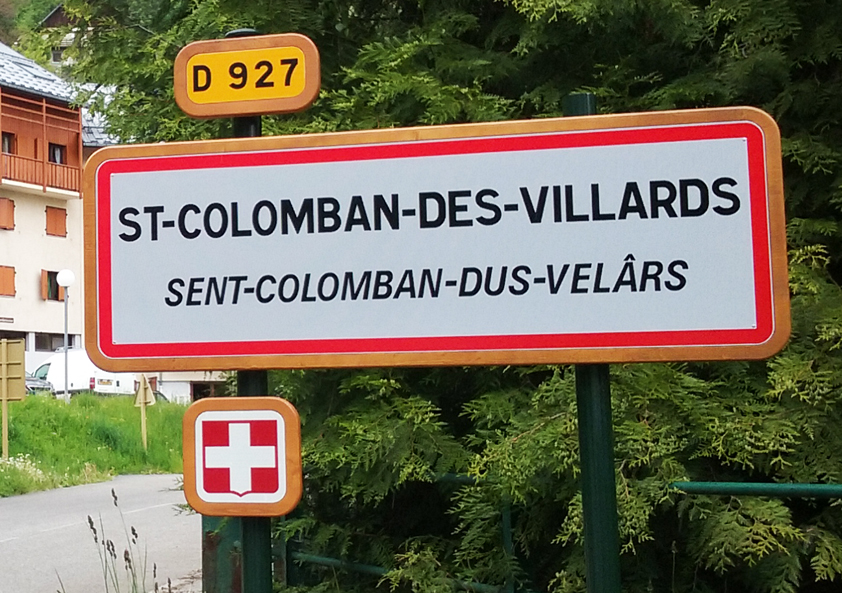
Panneau bilingue français-patois savoyard, installé en Savoie en 2016.
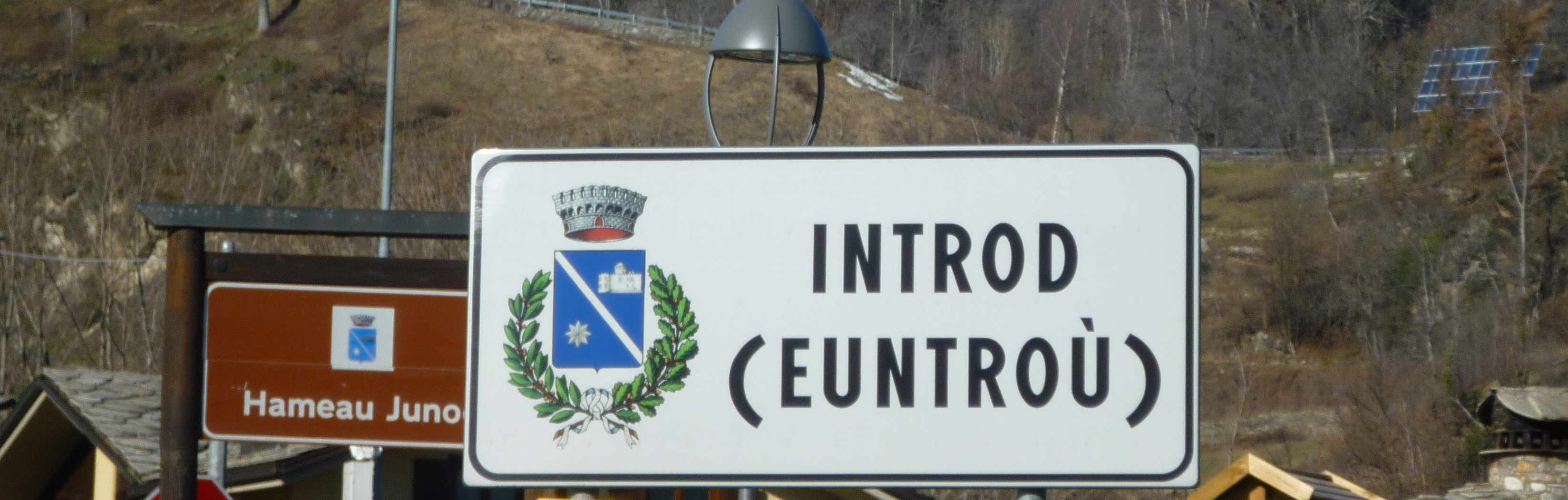
Panneau routier bilingue (français-patois valdôtain) à Introd.
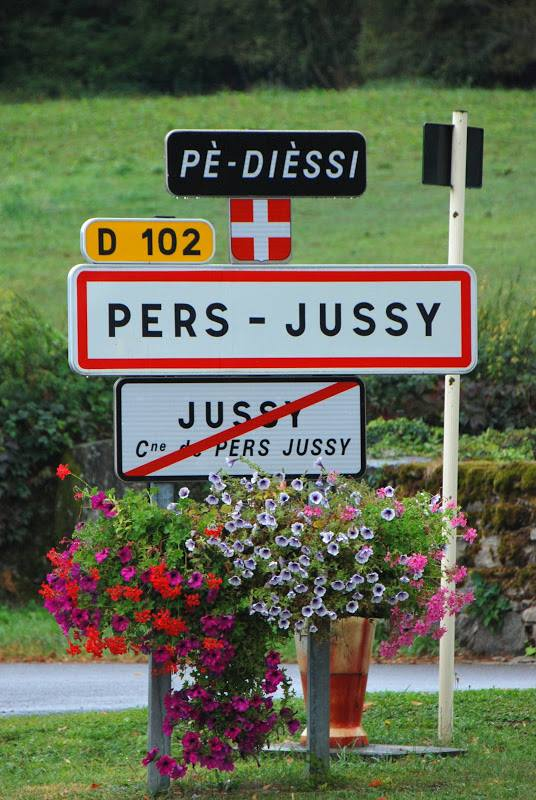
Panneaux d'entrée d'agglomération en français et en savoyard à Pers-Jussy, Haute-Savoie, 2015.
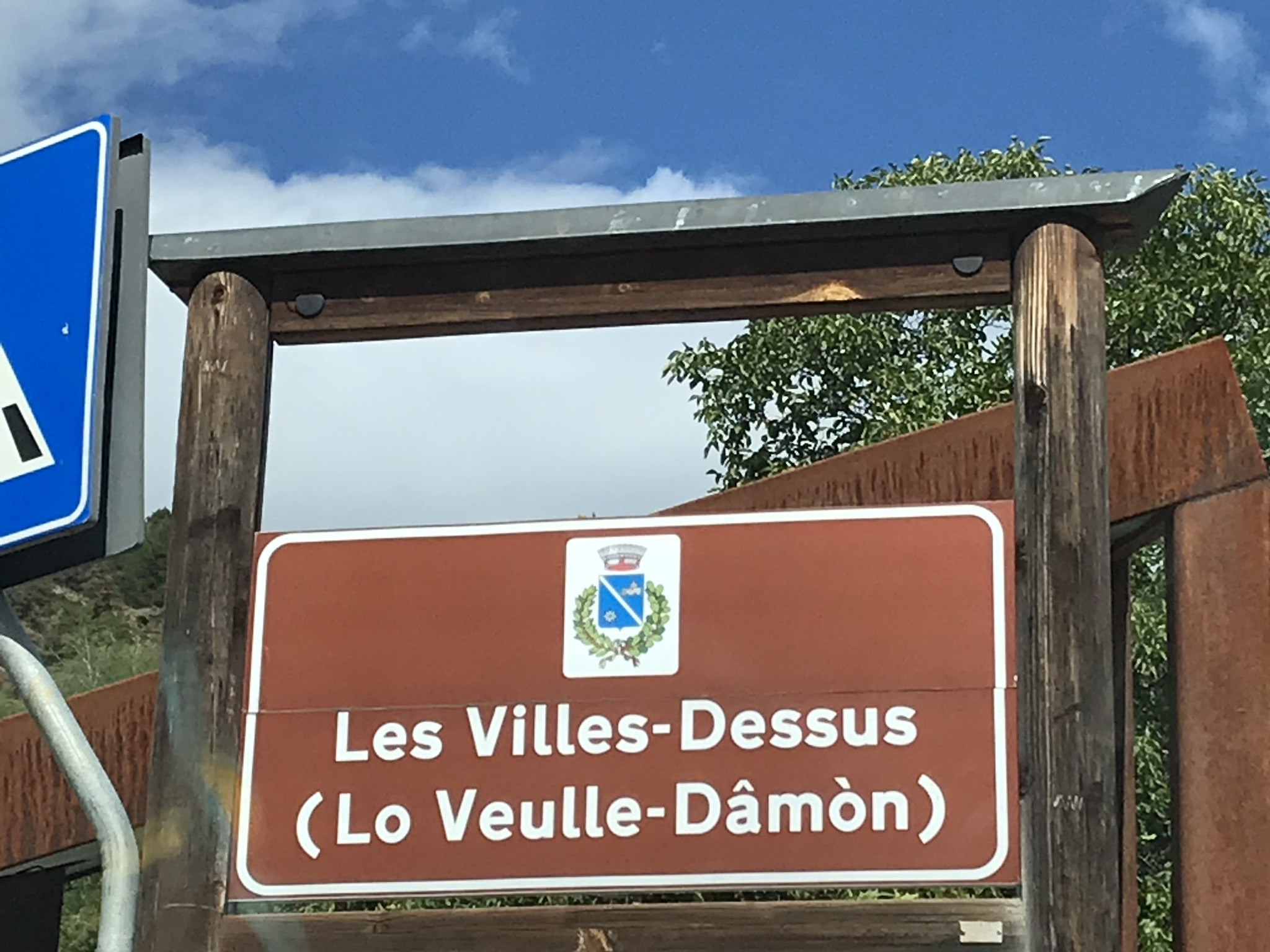
Panneau bilingue en français et patois valdôtain à Introd (Vallée d'Aoste), 2018.

### France
Le francoprovençal a longtemps été socialement déconsidéré, au même titre que les autres langues minorisées de France. Longtemps délaissé ou combattu par les pouvoirs publics, n'ayant eu un caractère officiel que très rarement au cours de son histoire, le francoprovençal est menacé mais connaît aujourd'hui un léger regain d'intérêt, porté notamment par des fédérations associatives, comme l'Institut de la langue savoyarde dont les objectifs sont de « préserver, promouvoir et diffuser la langue savoyarde ».

La France ne reconnaît que son existence en tant que langue régionale d'enseignement depuis fin 2021,. Pour autant, son enseignement scolaire est inexistant ou presque à l'ouest du domaine.

### Italie
Sa perpétuation en Vallée d'Aoste s'explique par des raisons politiques et historiques. La vallée a pratiqué jusqu'au XIXe siècle un régime de diglossie où le francoprovençal était relayé à l'écrit et dans l'enseignement par la langue française — comme en Savoie, dans le Lyonnais ou en Suisse Romande. Mais contrairement à ce qui s'est passé dans les autres régions de l'aire francoprovençale, le français n'a pas pu prendre le dessus, car l'État italien, à partir de son unification en 1861, s'est attaché à l'éradiquer, avec un paroxysme de violence durant l'ère fasciste. Il a dans ce but encouragé l'immigration massive d'Italiens en poussant les autochtones à l'émigration (vers Paris, Lyon et Genève notamment).

En revanche, l'usage oral du « patois », ainsi dénommé par les Valdôtains eux-mêmes, a été toléré en milieu rural dès lors qu'il ne portait pas ombrage à l'italien rendu obligatoire dans la vie économique, l'enseignement et les actes officiels. Cela a permis sa survie, faute d'être concurrencé par le français, qui a constitué l'objectif de la politique de répression linguistique menée par les autorités fascistes dans les années de 1920 à 1940. À la fin du XXe siècle, à Aoste le Valdôtain était parlé soit par les personnes âgées, soit exclusivement dans le domaine institutionnel et intellectuel. En revanche, il est parlé en tant que langue maternelle, toutes générations confondues, dans le reste de la région, à partir des communes autour du chef-lieu régional, jusque dans les vallées latérales.

Cet idiome participe aujourd'hui d'une certaine revendication identitaire et d'une reconnaissance au niveau officiel, par un statut de langue minoritaire, à côté des deux langues officielles de la région autonome (le français et l'italien).
En 1985, par une loi régionale dans le cadre des Services culturels de l'Assessorat régional de l'Instruction publique, est constitué le Bureau régional pour l'ethnologie et la linguistique (BREL), qui s'est greffé sur les actions déjà mises en chantier par deux associations : le Centre d'études francoprovençales « René Willien » de Saint-Nicolas (village natal de l’abbé Jean-Baptiste Cerlogne, poète en valdôtain et auteur de la première grammaire valdôtaine et du premier dictionnaire français-valdôtain), et l'AVAS (Association valdôtaine des archives sonores), dont il a pris la relève et avec lesquelles il continue à collaborer grâce aussi à une convention qui en réglemente les rapports.

En 1995, l’École populaire de patois (EPP) est fondée. Elle organise des cours pour les adultes et les enfants. Des cours de valdôtain ont été introduits notamment dans les écoles primaires de la Vallée, suivant la méthode Dichonnéro di petsou patoésan de Raymond Vautherin.
Les études menées par le BREL au cours des dernières décennies ont permis la création du Gnalèi, mot signifie « nid » en valdôtain, mais indiquant également le pain que l'on cuisait autrefois avant Noël et consommé ensuite pendant toute l'année. Il s'agit d'un site internet entièrement trilingue (français-patois-italien), accueillant toutes les informations recueillies par les enquêtes du BREL et présentant en particulier un glossaire trilingue avec support audio pour la prononciation, ainsi qu'un recueil de textes lus avec l'enregistrement audio dans les différentes variantes régionales valdôtaines.
Il faut enfin signaler que le francoprovençal est historiquement présent en Italie dans les vallées arpitanes du Piémont et dans les deux enclaves linguistiques dans les Pouilles, Celle di San Vito et Faeto. Dans ces deux cas, il s'agit d'une pratique en voie de disparition et limitée aux générations les plus âgées.

### Suisse
Dans plusieurs villages du Valais (Savièse, Nendaz, etc.) et de la Gruyère, le francoprovençal demeure la langue vernaculaire d'expression courante des personnes âgées de 60 ans ou plus. Il a une plus grande importance encore à Évolène, petit village du val d'Hérens, où les enfants apprennent encore le patois évolénard en famille,. S'il n'est pas parlé par tous, il est compris par la majorité des habitants, toutes générations confondues.

### Instituts de la langue
Il existe un certain nombre d'instituts qui travaillent sur le francoprovençal, et qui font souvent autorité sur de nombreuses questions :

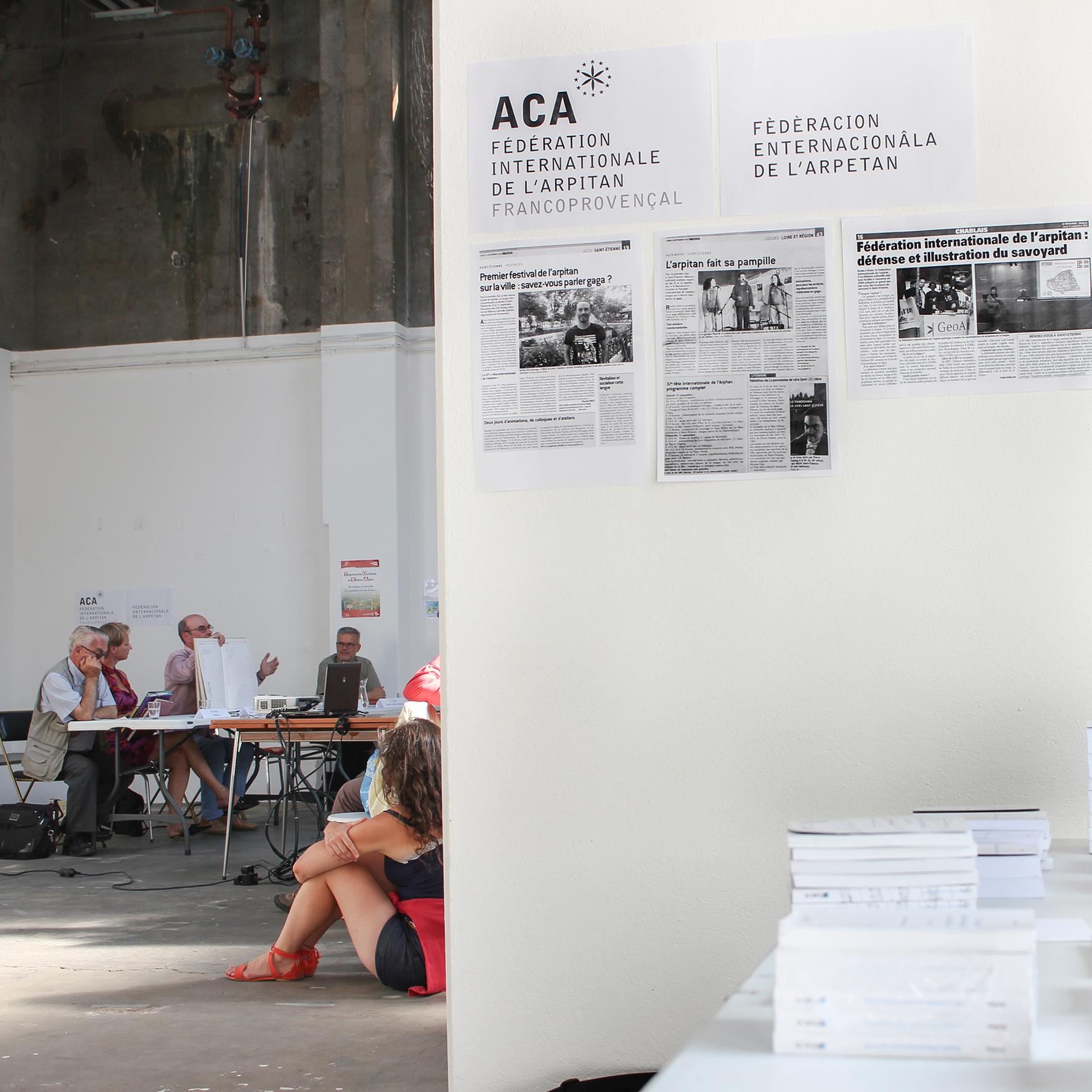
Vue sur la salle de conférences lors de la 37e fête internationale de l'arpitan francoprovençal organisée par l'ACA en 2016 à Saint-Étienne.

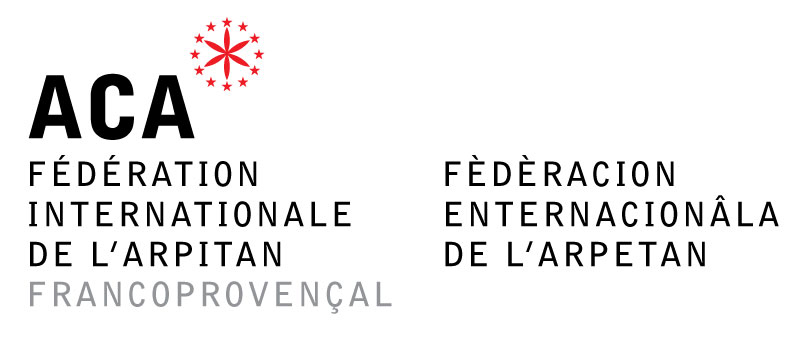
Logo de lAliance culturèla arpitanna.

- ACA - Fédération internationale de l'Arpitan (frp) (Aliance culturèla arpitanna) : fondée en 2004, cette fédération transfrontalière a pour buts la documentation, la socialisation et la revitalisation du francoprovençal dans l'ensemble de son aire de diffusion. Elle s'est donné comme but de numériser la documentation disponible afin de la rendre facilement accessible au public, de socialiser le francoprovençal en rendant cette langue visible dans l'espace public par le biais de différents supports, et enfin de la revitaliser par la mise en ligne de méthodes d'apprentissage[72].

En 2007, elle lance la première radio diffusée, grâce à internet, sur l'ensemble du domaine linguistique, avec des émissions dans les différents dialectes (voir Radiô Arpitania).
En 2012, avec le soutien de l'ancienne région française Rhône-Alpes, elle a mis en ligne un site d'auto-apprentissage, permettant d'étudier différents patois francoprovençaux.
En 2016, l'ACA organise la 37e édition de la Fête internationale de l'arpitan à Saint-Étienne.
L'ACA promeut le mot arpitan en souhaitant qu’à terme il remplace la dénomination actuelle, francoprovençal, jugée trop ambigüe.
- Office Géographique Arpitan : cet institut, fondé en 2013, travaille sur les questions liées à la géographie, comme les limites de la langue et sa toponymie. GeoArp possède une grande base de données avec les noms en patois local pour des communes arpitanes et en fait la promotion auprès des pouvoirs politiques (signalisation bilingue, etc.)[75].
- Centre d'études francoprovençales et le Bureau régional pour l'ethnologie et la linguistique (BREL) : associations qui travaillent sur la langue, et plus spécifiquement sur le valdôtain.
- Institut de la langue savoyarde (ILS) : cet institut, créé en 2005 par la Région Rhône-Alpes et la Fédération des groupes de langue savoyarde « Lou Rbiolon », travaille sur la langue, et plus spécifiquement sur le savoyard (en Savoie et Haute-Savoie).
- Fondation pour le développement et la promotion du patois : tout comme Lou Rbiolon, cette association fédère les divers groupes du Valais.
- Institut Pierre Gardette : institut de recherche sur le francoprovençal dépendant de l'université catholique de Lyon.

### Théâtre

#### En Italie
En Vallée d'Aoste, la principale compagnie théâtrale est Lo Charaban, fondée en 1958 à l'initiative de René Willien. Elle met en scène un spectacle unique répété pendant une semaine au théâtre Giacosa d'Aoste, les acteurs jouant régulièrement à guichets fermés[réf. nécessaire].
L'autre événement théâtral d'envergure en patois est le Printemps théâtral. Il prévoit des représentations sur tout le territoire régional. Il réunit toutes les compagnies locales, composées surtout par des jeunes[réf. nécessaire].
Dans les deux cas, il s'agit d'acteurs non professionnels.

#### En Suisse
Dans les districts de la Gruyère, de la Veveyse et de la Sarine, des pièces en patois fribourgeois sont jouées chaque année. Elles réunissent un public et des acteurs de la région autour d'une langue commune, au service de chants et de scènes plus ou moins traditionnels suivant les auteurs. L'action, qui mobilise généralement peu de personnages, se déroule la plupart du temps dans des espaces familiers. Les comédiens amateurs sont patoisants ou apprennent à prononcer correctement grâce aux autres membres de la troupe. Quant aux rares auteurs actuels, ils créent des œuvres inédites et assurent ainsi le renouvellement du répertoire théâtral en patois[réf. nécessaire].
Les premières pièces en patois ont été composées vers 1920 par Cyprien Ruffieux, Fernand Ruffieux, Joseph Yerly, Pierre Quartenoud, l'Abbé François-Xavier Brodard et Francis Brodard. Il s'agissait de « drames genre Roméo et Juliette au village » (A.-M. Yerly), de scènes au chalet puis de légendes mises en scène, ou de « comédies musicales » sur des airs de l'abbé Bovet. Comme les associations de patoisants n’existaient pas encore (elles seront fondées entre 1956 et 1984), les sociétés de jeunesse, de Costumes et Coutumes et de Chant et Musique organisaient les représentations. À partir de 1936, des troupes de Sâles, Mézières, Le Crêt et Treyvaux ont apporté une large contribution au théâtre patois. Le Tsêrdziniolè de Treyvaux a assuré la continuité de la tradition (il prend la relève de la Société de Chant et musique qui joua pour la dernière fois en 1959) en jouant une pièce en moyenne tous les trois ou quatre ans. Le style évolue : après les drames, ce groupe crée ses propres pièces. En 1985, le premier opéra populaire patois Le Chèkrè dou tsandèlê de Nicolas Kolly sur une musique d'Oscar Moret y est joué le temps de huit représentations à guichet fermé[réf. nécessaire].
Encore bien vivant dans le canton, le théâtre en patois ne manque ni de public ni de relève. Évolution des thématiques (vie au chalet, montagne, terre, famille) tout en respectant la tradition, épisodes « historiques » du village, traduction de comédies et de farces et créations inédites sont un gage de succès pour cet art populaire qui appartient au patrimoine culturel fribourgeois[réf. nécessaire].
Les patoisants sont regroupés en amicales, une par district, chargées de l'organisation et de la mise sur pied des représentations. Les amicales sont chapeautées par la Société cantonale des patoisants fribourgeois. Cette dernière joue un rôle de coordination et de promotion mais ne s’occupe pas de l’organisation d’événements[réf. nécessaire].
Les troupes de théâtre actuelles du canton sont :
- la jeunesse de Cerniat (qui crée et joue elle-même ses pièces environ tous les deux ou trois ans),
- la troupe théâtrale du Groupe Choral Intyamon à Albeuve (théâtre et chant),
- la jeunesse de Sorens,
- les patoisants de la Sarine,
- Intrè-No de Fribourg (chaque année),
- les patoisants de la Gruyère (chaque année),
- les patoisants de la Veveyse (chaque année),
- le groupe des Tsêrdziniolè de Treyvaux (tous les trois ou quatre ans)[76].

Dans le Valais romand, la tradition du théâtre en patois revêt également une importance significative. Il est notamment représenté à Orsières, Chermignon, Bagnes et Fully. En 2018, le "Patois du Valais romand en scène" a été ajouté à la liste des traditions vivantes de l'Office fédéral de la culture. Sont reconnus détenteurs de la tradition la Fédération cantonale valaisanne des amis du patois et les vingt sociétés de patoisants locales qui lui sont affiliées.

### Radiô Arpitania

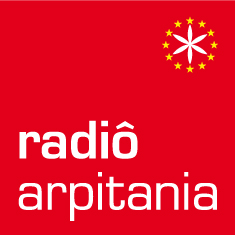
Logo de Radiô Arpitania.

Créée en Savoie en 2007 par l'association Aliance culturèla arpitanna, la diffusion de la première radio francoprovençale couvrant l'ensemble du domaine linguistique, Radiô Arpitania, reprend sur Internet en 2012 depuis son studio de Prilly, en Suisse. Celle-ci fonctionne grâce à l'envoi de matériel audio - chansons, textes lus, interviews, reportages, etc. - envoyé par des locuteurs de l'ensemble de l'Arpitanie (Suisse, France et Italie). Elle présente également les balados (baladodiffusions, podcasts) actuels des différentes régions francoprovençales : « Les langues se délient » sur RCF des pays de l'Ain (bressan et espéranto en alternance), « Et si l'on parlait patois » sur RCF Haute-Savoie, Intré Nò sur Radio Fribourg, en Suisse.

### Fête internationale

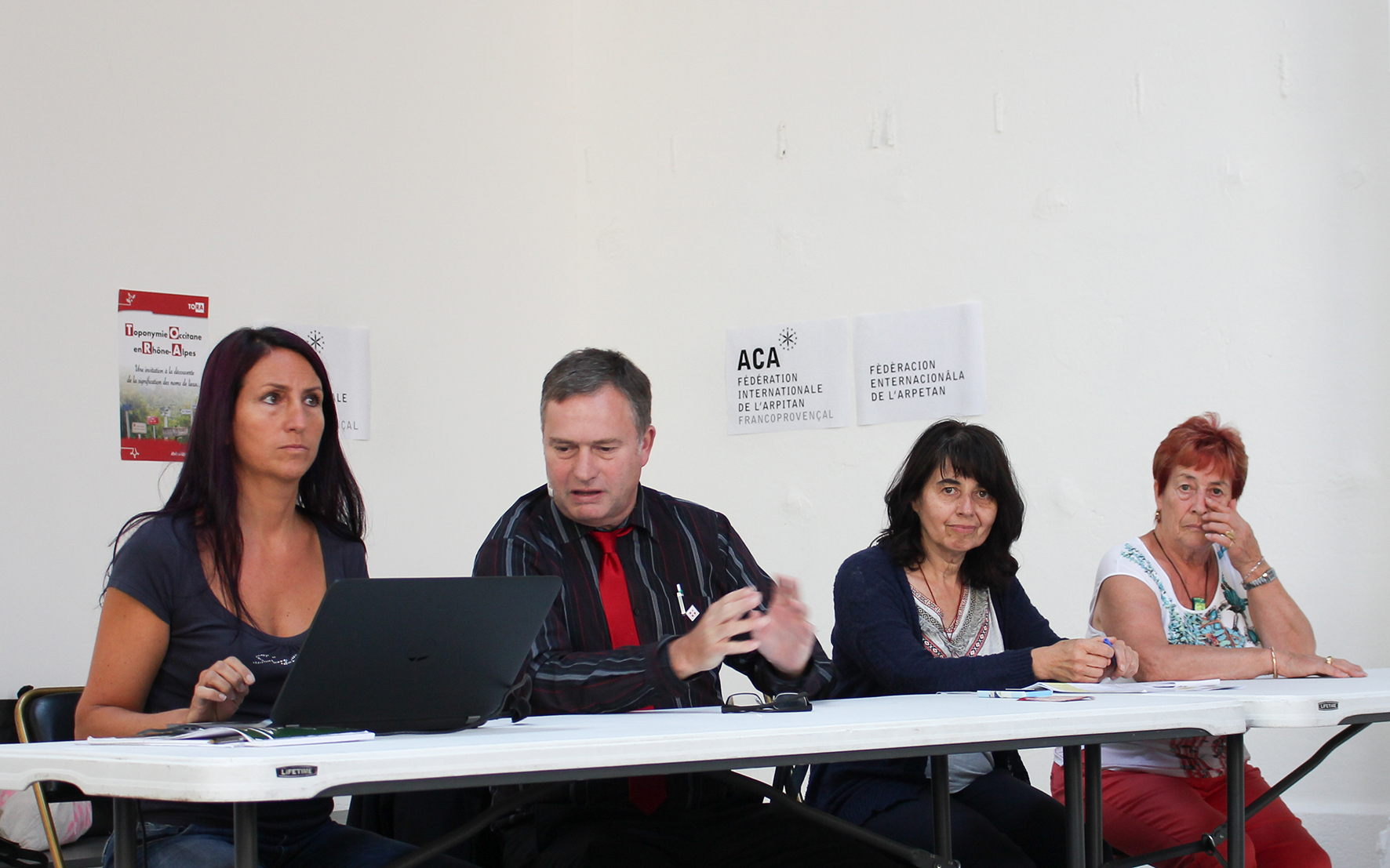
Réunion du Conseil international du francoprovençal (CIF) lors de la 37e fête internationale de l'arpitan à Saint-Étienne, en 2016.

Depuis 1956 (journées romandes des patoisants à Bulle), les régions francoprovençalophones de Suisse, de France et d'Italie organisent à tour de rôle une fête internationale réunissant les locuteurs des trois pays. Ce rendez-vous est l'occasion pour les locuteurs de France, de Suisse et d'Italie de se retrouver autour de conférences, de débats, de concerts et de danses traditionnelles[réf. nécessaire].

### Conclusion
En 2018, le francoprovençal demeure une langue vivante et parlée en tant que langue maternelle uniquement en Vallée d'Aoste dans plusieurs domaines de la vie quotidienne et également chez les jeunes générations.
En France, ce sont surtout les activités associatives qui soutiennent la diffusion de cette langue. Cependant, l'usage du francoprovençal au quotidien était, selon une étude de 2009, de 2 % des habitants des espaces ruraux en Rhône-Alpes et négligeable en zone urbaine.
En 2015, deux collectivités, la région Rhône-Alpes et la région autonome Vallée d'Aoste ont signé une charte de coopération afin de sauvegarder, faire connaître et faire vivre le francoprovençal dans toutes ses composantes que sont l'enseignement, la formation, la visibilité publique de la langue, les médias et les industries culturelles, le spectacle vivant, les outils linguistiques ainsi que le patrimoine culturel matériel et immatériel. Plusieurs collectivités suisses ont également manifesté leur intérêt.

## Description linguistique

### Diaphonologie
Dominique Stich a établi une liste de diaphonèmes, constituant le modèle de base à partir duquel chaque parler arpitan a développé sa propre phonologie.

#### Voyelles
|             | Antérieures   | Antérieures | Centrales | Postérieures |
|             | Non-arrondies | Arrondies   |           |              |
| ----------- | ------------- | ----------- | --------- | ------------ |
| Fermées     | i (iː) ĩ      | y (yː)      |           | u (uː)       |
| Mi-fermées  | e (eː) ẽ      | ø           |           | o oː õ       |
| Centrales   |               |             | ǝ         |              |
| Mi-ouvertes | ɛ ɛː          | œ           |           | ɔ (ɔː)       |
| Ouvertes    | a aː ã        |             |           | ɑː           |

Dans le tableau ci-dessus, les voyelles entre parenthèses correspondent à des réalisations localisées et non générales.
| Diaphonème                    | Graphème (ORB) | Réalisations locales        | Exemples          | Proto-phonème (latin vulgaire) |
| ----------------------------- | -------------- | --------------------------- | ----------------- | ------------------------------ |
| //a//                         | a              | [a]                         | achetar           | A                              |
| //a// localisé                | à              | [e], [ɛ]                    | gllàce            | A                              |
| //aː//                        | â, ar          | [a(ː)], [ɑ(ː)]              | châtagne, achetar | A (suivi de R ou S)            |
| //ɑː//                        | ô, â(r)        | [o(ː)], [ɔ(ː)], [ɑ(ː)]      | chevâl, chôd      | AL                             |
| //e//                         | é              | [e(ː)], [i(ː)], parfois [ǝ] | chiévra           | A (après palatale), Ĕ          |
| //ɛ//                         | è              | [ɛ], [a], [e], parfois [ǝ]  | cèrcllo           | E                              |
| //ɛː//                        | ê              | [ɛː], [ɛj], [aj], [ae], [a] | pêl               | E                              |
| //i//                         | i              | [i], [(w)ɔj], [œj], [ej]    | prima             | I                              |
| //iː// rare                   | î              | [iː]                        | ècrîde            | I                              |
| //ɔ//                         | o              | [ɔ(ː)], [o]                 | fllor             | O                              |
| //ɔ// localisé                | œ              | [ø], [œ]                    | fllœr             | O                              |
| //u//                         | ou             | [u], [y]                    | ècoula            | O                              |
| //uː// rare                   | oû             | [uː]                        | Aoûta             | O                              |
| //oː//                        | ô              | [o(ː)], [u(ː)]              | côrna             | Ŏ                              |
| //oː// localisé               | ue             | [wa], [ɥe], [je]            | cuerna            | Ŏ                              |
| //oː// localisé               | œ              | [ø], [œ]                    | cœrna             | Ŏ                              |
| //y//                         | u              | [y], [u], [i]               | cuchiér           | U                              |
| //yː// rare                   | û              | [yː]                        | sûr               | U                              |
| //ǝ//                         | e              | [ǝ], [y], [ø], [œ]          | èpena             | E, U, I                        |
| Voyelles nasales              |                |                             |                   |                                |
| //ã//                         | an, am         | [ɑ̃], [õ]                    | blanche, fam      | AN                             |
| //ẽ//                         | en, em         | [ẽ], [ẽj], [ɑ̃], [ɛː]        | ensemblo          | EN                             |
| //ĩ//                         | in, im         | [ĩ], [ẽ], [aẽ]              | chin, prim        | IN                             |
| //õ//                         | on, om         | [õ], [ũ], [ɑ̃]               | cayon             | ON                             |
| Voyelles finales inaccentuées |                |                             |                   |                                |
| //i//                         | e              | [i], [e], [ɛ], [ǝ]          | blanche, fôlye    | A (après palatale)             |
| //e//                         | e              | [e], [ɛ], [ǝ]               | chante            | AT                             |
| //ɛ//                         | es             | [e], [ɛ], [ǝ]               | fènes, vaches     | AS                             |
| //a//                         | a              | [a], [ǝ]                    | chiévra           | A                              |
| //o//                         | o, os          | [o], [u], [ǝ]               | chanto, pôjos     | O, OS (verbe)                  |
| //u//                         | o              | [o], [u], [ǝ]               | cèrcllo           | U                              |
| //ǝ//                         | e              | [e], [ɛ], [ǝ]               | ècrire, quinze    | E                              |
| //õ//                         | ont            | [õ], [ɑ̃], [ũ]               | menjont           | ANT, ENT, UNT                  |

#### Consonnes
|            | Labiales | Alvéolaires | Palatales | Vélaires |
| ---------- | -------- | ----------- | --------- | -------- |
| Nasales    | m        | n           | ɲ         |          |
| Occlusives | p b      | t d         | c         | k g      |
| Fricatives | f v      | s z         | ç         |          |
| Vibrantes  |          | r           |           |          |
| Latérales  |          | l           | ʎ         |          |

| Diaphonème                              | Graphème (ORB)        | Réalisations locales                                                    | Exemples           | Proto-phonème (latin vulgaire) |
| --------------------------------------- | --------------------- | ----------------------------------------------------------------------- | ------------------ | ------------------------------ |
| //p//                                   | p                     | [p]                                                                     | chapèla            | P                              |
| //b//                                   | b                     | [b]                                                                     | abrevar            | B                              |
| //m//                                   | m                     | [m]                                                                     | damâjo             | M                              |
| //f//                                   | f                     | [f]                                                                     | fèna               | F                              |
| //v//                                   | v                     | [v]                                                                     | chiévra            | V                              |
| //t//                                   | t                     | [t], parfois [ts] devant i, u                                           | achetar            | T                              |
| //d//                                   | d                     | [d], parfois [dz] devant i, u                                           | diéx               | D                              |
| //n//                                   | n                     | [n], parfois [ɲ] devant i, u, parfois amuï à l'intervocalique           | côrna              | N                              |
| //s//                                   | s, ss                 | [s], parfois [ʃ]                                                        | sâl                | S, X                           |
| //z//                                   | s (intervocalique), z | [z], parfois [ʒ]                                                        | doze, égllése      | S, X                           |
| //l//                                   | l                     | [l], parfois [ʎ] devant i, u, parfois amuï                              | vela               | L                              |
| //r//                                   | r                     | [r], [ʀ], [ʁ], [ð], parfois amuï                                        | iserâblo           | R                              |
| //rː//                                  | rr                    | [rr], [ʀʀ], [ʁʁ], souvent [r], [ʀ], [ʁ]                                 | arrevar            | RR, TR, DR                     |
| //c//                                   | ch                    | [ts], [tʃ], [tθ], [st], [θ], [s], [h], [f], [ʃ]                         | chevâl             | C + A                          |
| //ɟ//                                   | g (devant i, e), j    | [dz], [dʒ], [dð], [zd], [ð], [ʒ], [z], [v]                              | jorn, demenge      | J, D + Y, G + A                |
| //ç//                                   | c (devant i, e), ç    | [s], [f], [θ], [çl], [fl], [ç], [ʃ], [h], [st], parfois amuï            | cindre             | C, (S)C/T + yod                |
| //ɲ//                                   | gn                    | [ɲ], parfois [n]                                                        | gagniér            | GN, N + yod                    |
| //ʎ//                                   | ly                    | [ʎ], [j], [l], [ɫ], [ð], [d]                                            | orelye             | L + yod, CL, GL                |
| //k//                                   | c, qu                 | [k], parfois [tʃ] ou [c] devant i, u                                    | cayon, quèsiér     | C, QU                          |
| //g//                                   | g, gu (devant i, e)   | [g], parfois [dʒ] ou [ɟ] devant i, u                                    | gratar             | G                              |
| Cas particuliers (variantes localisées) |                       |                                                                         |                    |                                |
| //ɸ// localisé                          | ph                    | [f]                                                                     | éphèna, gouépha    | SP                             |
| //θ// localisé                          | th                    | [θ], [x], [h], [s], [Ø]                                                 | châthagne          | ST                             |
| //χ// localisé                          | c'h                   | [x], [h], [Ø], parfois [f]                                              | éc'hrire, ac'hutar | SC (sauf devant E, I)          |
| //sj//                                  | s(s)i, ci + voyelle   | [ʃj], [ʃ], [x]                                                          | nacion             | T/C/S + yod                    |
| //zj//                                  | si intervocalique     | [ʒj], [ʒ], [h], [Ø]                                                     | arrosior           | T/C/S + yod                    |
| //klʎ//                                 | cll                   | [kl], [kʎ], [kɫ], [tl], [tj], [ʎ], [j], [θ], [çl], [çʎ], [ç], [ʃ], [fl] | cèrcllo            | CL                             |
| //glʎ//                                 | gll                   | [gl], [gʎ], [dl], [dj], [ʎ], [l], [ɫ], [j], [ð], [d]                    | gllace             | GL, CL                         |
| //flʎ//                                 | fll                   | [fl], [fʎ], [fj], [çl], [ç], [θ], [ʃ], [hɫ]                             | fllor              | FL, FLL                        |
| //pl//                                  | pl(l)                 | [pl], [pʎ], [pɫ], [pj], [pθ], [pf]                                      | plêna              | PL                             |
| //bl//                                  | bl(l)                 | [bl], [bʎ], [bɫ], [bj], [bð], [bv]                                      | blanche            | BL                             |
| Emprunts                                |                       |                                                                         |                    |                                |
| //w//                                   | gou + voyelle         | [g], [w], [v], [vw]                                                     | gouardar           | W (germanique)                 |
| //ʃ//                                   | ch·                   | [ʃ]                                                                     | ch·èf              | CH (français)                  |
| //ʒ//                                   | g· (devant i, e), j·  | [ʒ]                                                                     | j·ulyét            | J (français)                   |

#### Semi-voyelles
| Diaphonème | Graphème (ORB)       | Réalisations locales | Exemples | Proto-phonème (latin vulgaire) |
| ---------- | -------------------- | -------------------- | -------- | ------------------------------ |
| //j//      | i (après voyelle), y | [j]                  | cayon    | C, G intervocalique, J         |
| //ɥ//      | u                    | [ɥ], [j], [w]        | fuè      | U, O                           |
| //w//      | ou                   | [w], [ɥ]             | crouéx   | U, O, E                        |

#### Diphtongues
| Diaphonème | Graphème (ORB) | Réalisations locales      | Proto-phonème (latin vulgaire) |
| ---------- | -------------- | ------------------------- | ------------------------------ |
| //je//     | ié             | [je], [ji], [e], [i]      | yod + A ouvert                 |
| //ye//     | ué             | [ɥe], [ɥi], [y], [i], [e] | O + yod                        |

#### Palatalisations de consonnes
La semi-voyelle /j/ palatalise certaines consonnes situées juste avant elle.
| Diaphonème | Graphème (ORB) | Réalisations locales | Proto-phonème (latin vulgaire) |
| ---------- | -------------- | -------------------- | ------------------------------ |
| //sj//     | s(s)i          | [sj], parfois [ʃ]    | SI                             |
| //çj//     | çi             | [sj], parfois [ʃ]    | TI, CI                         |
| //zj//     | si             | [zj], parfois [ʒ]    | TI, CI                         |
| //cj//     | chi            | [tj], [tʃ], [ts(j)]  | CA                             |
| //ɟj//     | gi, ji         | [dj], [dʒ], [dz(j])  | GA                             |

#### Réalisations particulières et locales
Il existe certains sons courants ou notables en arpitan, mais pouvant être absents de ces tableaux, car ils correspondent à des réalisations particulières et locales :
- [θ] : correspond à //c// en savoyard et bressan ; //clʎ// et //flʎ// en valaisan
- [ð] : correspond à //ɟ// en savoyard et bressan ; //glʎ// en valaisan ; //r// intervocalique en bressan, bugiste et dombiste
- [f] : correspond au C latin devant une voyelle palatale en genevois et parfois en romand et savoyard ; provient du SP latin en valaisan ; correspond à //c// à Lanslebourg (Savoie, Maurienne)
- [ʃ] et [ʒ] : correspond à //c// et //ɟ// en forézien et lyonnais ; souvent utilisé dans les emprunts aux français contenant des [ʃ] et des [ʒ] non-réadaptés ; résulte de la palatalisation de [s] et [z] devant un [j] en savoyard, romand et valdôtain ; correspond au S latin en fribourgeois
- [x] (assez rare) : en savoyard, peut être localement l'aboutissement de //c// ou des groupes latins CY-, SY- ou -SC- ; en fribourgeois, peut être l'aboutissement du groupe latin -ST-
- [ç] (assez rare) : correspond à //clʎ//, //flʎ// et //glʎ// en Suisse romande
- [h] (rare) : maintien de l'aspiration du H dans les parlers géographiquement proches des langues germaniques ; adoucissement de [x], [ç] et [θ] en savoyard et en romand
- [ts] et [dz] : correspondent à //c// et //ɟ// en jurassien, romand et valdôtain ; résulte d'une palatalisation de [t] et [d] devant [i] et [y]
- [ʁ] : remplacement courant du [r] dans les accents les plus francisés
- [ø] (fréquent) : suffixes latins -OREM et -OSUM ; peut correspondre localement au //ɔ//

### Accent tonique
Comme dans la grande majorité des autres langues romanes, l'accent tonique est distinctif. C'est un des principaux traits qui distinguent les langues d'oïl, et donc qui font la limite avec l'arpitan.
Dans la plupart des cas, pour les mots hérités du latin, l'accent tonique n'a pas bougé : arbore > âbro (arbre), cera > cira (cire), montem > mont (mont). Cependant, les mots-outils très fréquents (la, je, mon...) ont évolué d'une manière qui leur est propre et sont le plus souvent atones.
En revanche, les mots empruntés tardivement ont été ré-adaptés et l'accent tonique a pu se déplacer : critica > critica (critique), mechanica > mècanica (mécanique), Italia > Italie (Italie).
La présence d'un schwa peut modifier la place de l'accent tonique : dans farena (farine), lena (lune) ou comena (commune), l'avant-dernière syllabe contient un schwa dans certains parlers, auquel cas cette voyelle peut être amuïe et l'accent tonique se déplacera sur une voyelle adjacente.
Dans les féminins des participes passés, l'ajout du -a final déplace souvent l'accent tonique sur cette voyelle.
Dans le sud de la Savoie et du Dauphiné, le placement de l'accent tonique semble irrégulier.
Pour simplifier, il est possible de dire que dans la grande majorité des cas, les mots paroxytons (accent tonique sur l'avant-dernière syllabe) sont ceux se terminant par :
- -a, -e ou -o,
- -es ou -os (noms et adjectifs pluriel),
- -es (deuxième personne du singulier),
- -ont (troisième personne du pluriel, au présent et au passé simple).

Les autres mots sont généralement oxytons (accent tonique sur la dernière syllabe).
En Savoie, en Suisse Romande et dans le Bugey, les lettres X et Z finales ont souvent été utilisées pour noter l'accentuation d'un mot : le Z note un mot paroxyton, et le X un mot oxyton, bien qu'il peut y avoir des exceptions. Ces lettres ne se prononcent jamais, mais il peut arriver que des personnes non-averties les prononcent quand même par erreur. Aujourd'hui, elles ne se retrouvent guère plus que dans les noms de famille et de lieux, et ont quasiment disparu des textes : les graphies les plus récentes ne les utilisent jamais.

### Restes de déclinaisons
Les textes francoprovençaux savoyards et dauphinois présentent encore la marque de l'opposition bicasuelle entre cas sujet et cas régime au XVIe siècle. Ce maintien de la déclinaison, héritée du latin, est beaucoup plus tardif qu'en ancien français. Par ailleurs ce système bicasuel n'est pas tout à fait éteint ou neutralisé encore de nos jours.
Comme les travaux d'Andres Kristol l'ont démontré, le système bicasuel est encore en place dans de nombreux parlers du Valais dans l'article défini qui distingue, au singulier comme au pluriel, la fonction sujet ou attribut du sujet de toutes les autres fonctions grammaticales.
En outre de nombreux mots gardent des formes différentes issues de deux cas grammaticaux différents.
Le mot « sœur » existe sous deux variantes : le nominatif soror donne suèra, l'accusatif sororem donne seror.
Le mot « enfant » est le plus souvent sous la forme enfant, mais il existe également enfe qui descend du nominatif latin infans (enfés en ancien francoprovençal).
Dans la Maurienne, il existe des différences dans la prononciation du mot bèrgiér (berger) en fonction du rôle syntaxique : lo bèrgiér est mon frâre (le berger est mon frère) se prononce /lo bɛr.ˈðjeð e mõ ˈfra.ðɛ/, tandis que mon frâre est bèrgiérs (mon frère est berger) se prononce /mõ ˈfra.ðɛ e bɛr.ˈðjer/, et los bèrgiérs sont herox (les bergers sont heureux) se prononce /lo bɛr.ˈðjer sõt ø.ˈðɔj/.

### Morphologie
L'arpitan étant très diversifié, il est compliqué de faire une description précise de tous les traits morphologiques. On peut cependant dégager les traits suivants :
- palatalisation du A atone final : lorsqu'un A se retrouve en position atone finale après une consonne palatale, il a muté en /i/, puis dans de nombreux parlers est devenu /ǝ/, pour finalement disparaitre ;
- réalisation diverse de la palatalisation des CA et GA issus du latin : selon les régions, aboutit généralement aux couples /θ/-/ð/, /ts/-/dz/ ou /ʃ/-/ʒ/, plus localement /tʃ/-/dʒ/, /st/-/zd/ ou /f/-/v/. Exemples : cavra devient chiévra (chèvre), campus devient champ (champ), genuculum devient genoly (genou) ;
- palatalisation très fréquente des groupes initiaux CL, GL, FL, et plus rarement BL et PL : le latin clavis évolue en cllâf (la palatalisation est notée avec les deux L), et peut aboutir à /ç/ en fribourgeois, /çʎ/ en vaudois, /c/ en neuchâtelois, /çl/ ou /θ/ ailleurs. Ce trait est également très répandu en piémontais, et dans une moindre mesure dans certaines langues d'oïl ;
- amuïssement des voyelles non accentuées : ramassa « balai » peut être prononcé /ˈrma.sa/, mengiér « manger » peut être prononcé /mdja/ ;
- évolution de /a/ vers /ie/ après la palatalisation, similaire aux langues d'oïl : latin canem > /t͡sjɛ̃/ ; latin cadere > /t͡sjɛr/ ; latin caput > /t͡sjef/

### Comparaison de mots
Le tableau ci-dessous compare des mots francoprovençaux à leurs équivalents dans différentes langues romanes à partir du latin.

On remarque notamment l'évolution du « p » latin en « v », du « c » et « g » en « y », et la disparition du « t » et « d ». Il y a plus de similitude avec le français qu'avec les autres langues romanes en comparaison[réf. nécessaire] :
| Latin               | Francoprovençal | Français        | Catalan  | Occitan (provençal) | Occitan (vivaro-alpin) | Piémontais                | Italien                               |
| ------------------- | --------------- | --------------- | -------- | ------------------- | ---------------------- | ------------------------- | ------------------------------------- |
| clavis              | cllâf           | clef (clé)      | clau     | clau                | clau, passa            | ciav                      | chiave                                |
| cantare             | chantar         | chanter         | cantar   | cantar              | chantar, cantar        | canté                     | cantare                               |
| cambiare            | changiér        | changer         | canviar  | cambiar             | chambiar               | cambié                    | cambiare                              |
| fabrica             | favèrge         | forge, fabrique | farga    | fabrega             | farja, fauria          | fabbrica (de l'italien)   | fabbrica, forgia, fucina              |
| manducare           | mengiér         | manger          | menjar   | manjar              | manjar                 | mangé                     | mangiare (vient de l'ancien français) |
| capra               | chiévra, cabra  | chèvre          | cabra    | cabra               | cabra, bica            | crava                     | capra                                 |
| lingua              | lengoua         | langue          | llengua  | lenga               | lenga                  | lenga                     | lingua                                |
| nox, noctis         | nuet            | nuit            | nit      | nuech               | nuech                  | neuit                     | notte                                 |
| sapo, saponis       | savon           | savon           | sabó     | sabon               | sabon                  | savon                     | sapone                                |
| sudare              | suar            | suer            | suar     | susar               | suar, susar            | strassuvé                 | sudare                                |
| vita                | via             | vie             | vida     | vida                | vita, vida             | vita (ancien via)         | vita                                  |
| pacare              | payér           | payer           | pagar    | pagar               | paiar, pagar           | paghé (ancien pajé)       | pagare                                |
| platea              | pllace          | place           | plaça    | plaça               | plaça                  | piassa                    | piazza                                |
| ecclesia            | égllése         | église          | església | glèisa, glèia       | gleisa                 | gesia ou cesa             | chiesa                                |
| caseus (formaticus) | tôma, fromâjo   | tomme, fromage  | formatge | fromatge            | fromatge, fromatgi     | formagg ou toma ou formaj | formaggio                             |

### Nombres
Le francoprovençal utilise le système décimal. Cela se retrouve en français régional pour les 70, 80 et 90 (70 sèptanta /sɛˈtɑ̃tɑ/, 80 huétanta /vwiˈtɑ̃tɑ/, 90 nonanta /noˈnɑ̃tɑ/). Cependant, on trouve localement des attestations ou des résidus du vigésimal (base 20) pour 60 (três-vengts), 80 (quatro-vengts) et 120 (siéx-vengts).

## Orthographe
Au cours du temps, plusieurs orthographes ont été utilisées pour écrire le francoprovençal. On peut les diviser en deux groupes, selon leur transparence orthographique :
- Les orthographes opaques. Elles sont généralement basées sur les langues gallo-romanes, dont le français[89], pour créer une convention propre à la langue écrite[90]. Elles accordent plus d'importance à l'étymologie et la morphologie. L'Orthographe de référence (ORB) en est un exemple.
- Les orthographes transparentes. Elles sont généralement basées sur les conventions de l'orthographe française[91]. Elles visent à créer un lien entre la graphie et la prononciation[92], et sont donc aussi appelées graphies semi-phonétiques. La graphie de Conflans en France (principalement usitée en Savoie) et la graphie du Bureau régional pour l'ethnologie et la inguistique (BREL) en Vallée d'Aoste sont des exemples[93]. L'orthographe de Henriet est également une graphie semi-phonétique, inspirée par les conventions de la langue française, italienne et basque[réf. nécessaire].

En premier lieu sont apparues les orthographes étymologiques, basées sur le bas latin et ensuite sur le français, la langue dominante de l'activité intellectuelle dans la région. Puis, dans le cadre des recherches des dialectologues, les orthographes transparentes, visant de reproduire fidèlement son parler, sont apparues. De même, dans le cadre d'une réaffirmation de l'identité régionale dans les années 1970, la graphie transparente de Henriet, visant une rupture plus marquée avec le français, est apparue[réf. nécessaire].

### Graphies personnelles
En l'absence de graphie codifiée, la langue ne pouvait s'écrire que selon des normes graphiques personnelles. La plupart d'entre elles étaient basées sur les conventions phonétiques du français.
Cependant, dans certains contextes où l'on cherchait à s'adresser au plus de monde possible (par exemple pour les panneaux d'affichage), une graphie phonétique peut être incompréhensible si elle reflète un trait local rare, auquel cas un éloignement de la phonétique au profit de la morphologie ou de l'étymologie pouvait être constaté.
Un bon exemple de norme personnelle phonétique poussée à l'extrême peut être trouvé dans le journal l'Écho Paroissial d'Amplepuis en 1914, où il est relaté qu'un soldat parti au front a écrit dans une carte postale : « Dzefailasassiealobosh » (Dze fais la tsassie a los Boches) écrit sans aucun espace, soit « Je fais la chasse aux Boches » en français.

### Graphie de Conflans
La « Graphie de Conflans » est un système orthographique du francoprovençal (savoyard principalement) créé en 1981 par le « groupe de Conflans ». Formé à l'initiative de Marius Hudry, historien savoyard et patoisant réputé, et du dialectologue Gaston Tuaillon, et composé de patoisants venant de toute la Savoie, ce groupe se rassembla lors de nombreuses réunions dont le but était de permettre au savoyard d'adopter une forme écrite assez simple et reconnue par tous, forme qui ne pouvait se permettre d'être très complexe au vu de l'état de grande détresse de la langue savoyarde ; c'est donc ainsi que vit le jour un système orthographique semi-phonétique ne gardant du français que la prononciation de l'alphabet et non l'orthographe. À l'issue de trois années de nombreuses enquêtes dialectales, de recueils d'enregistrements, ainsi que de la composition de glossaires, la première forme aboutie de cette graphie est publiée dans les Cahiers du vieux Conflans en 1983[réf. nécessaire].
|                                                       | API                        | Exemples français         | Graphie de Conflans        | Exemples savoyards                           |
| Voyelles non nasalisées (différemment orthographiées) | [ø]                        | il veut                   | eû                         | la ryeûte (la pente)                         |
| Voyelles non nasalisées (différemment orthographiées) | [œ]                        | la peur                   | eù                         | tòteùra (plus tard)                          |
| Voyelles non nasalisées (différemment orthographiées) | [o]                        | haut                      | ô                          | shotan/tsôtan/stôtan (été)                   |
| Voyelles non nasalisées (différemment orthographiées) | [ɔ]                        | le sol                    | ò (accent non obligatoire) | mòshyu/mòstyu (mouchoir)                     |
| Voyelles non nasalisées (différemment orthographiées) | [ɑ]                        | pâte                      | â                          | apréstâ (préparer)                           |
| Voyelles non nasalisées (différemment orthographiées) | [ä]                        | Paris                     | à (accent non obligatoire) | pàta (chiffon, éponge)                       |
| Semi-voyelles (différemment orthographiées)           | [ j]                       | bouteille, payer, iode    | y                          | yô (haut), frozyé (se développer)            |
| Semi-voyelles (différemment orthographiées)           | [w]                        | oui, louis                | ou                         | on nouire (un noyer)                         |
| Voyelles nasalisées (différemment orthographiées)     | [ã]                        | lent                      | an                         | l'àvan (l'osier)                             |
| Voyelles nasalisées (différemment orthographiées)     | [õ]                        | long                      | on                         | nyonsan (nulle part)                         |
| Voyelles nasalisées (différemment orthographiées)     | [ɛ̃]                        | Ain                       | in                         | on shin/tsin/stin (un chien)                 |
| Consonnes (différemment orthographiées)               | [s]                        | face, casse               | s (ss entre deux voyelles) | mossâr (motte de terre avec son herbe)       |
| Consonnes (différemment orthographiées)               | [z]                        | vase                      | z                          | klyôzatâ (cligner des yeux, clignoter)       |
| Consonnes (différemment orthographiées)               | [k]                        | casque, quête             | k                          | koston (cou), lou kakatin (les toilettes)    |
| Consonnes (différemment orthographiées)               | [ge], [gi], [gœ]           | guetter, Guillaume, gueux | gué, gui, gueu             | r'guétâ (regarder), guilye (motte de beurre) |
| Consonnes (différemment orthographiées)               | [ ɲ]                       | montagne                  | ny                         | nyolè (nuage)                                |
| Consonnes (différemment orthographiées)               | [ʎ]                        | paille                    | ly                         | pelyë (cheveux)                              |
| Consonnes (différemment orthographiées)               | [ j] (consonnes palatales) | panier                    | y                          |                                              |
| Consonnes (différemment orthographiées)               | [ ʒ]                       | jaune                     | j                          | jarzë (tricot en laine), jambri (souffrir)   |

En graphie de Conflans, la voyelle tonique est le plus souvent soulignée.
Liste de quelques ouvrages en Graphie de Conflans :
- 1994 : Groupe de Conflans, Découvrir les parlers de Savoie, centre de la culture savoyarde.
- 1994 à 1999 : le périodique en langue savoyarde Dàva rossan-na, publié de 1994 à 1999.
- 1997 : (collectif), Quand les Savoyards écrivent leur patois, Centre de la culture savoyarde.
- 1998 : Patoisants du Val de Thônes, Proverbes, Dictons et Réflexions.
- 1998 : Célestin Duch & Henri Béjean, Le Patois de Tignes, Savoie, Éditions littéraires et linguistiques de l'université de Grenoble.
- 2005 : Adrien Dieufils, Au pays d’Amélie Gex, La Fontaine de Siloé.
- 2009 : Pierre Grasset, Le Sarvan du bâtrô, Institut de la Langue Savoyarde.
- 2009 : Joseph Béard, Jozè Byâ, dè l’Elyeudo, Institut de la Langue Savoyarde.
- 2009 : Les Derniers Patoisants Giettois, La Giettaz: le patois du haut Val d'Arly, Cleopas.
- 2011 : Roger Viret, Su la rota d’la Korbeura, Gap-Éditions.

### Orthographe de Henriet
Dans son ouvrage La lingua arpitana, Joseph Henriet (en francoprovençal : Joze Harrieta) propose une graphie supradialectale, afin de former une koinè francoprovençale. À chaque lettre une prononciation. La prononciation précise peut varier entre les régions (les accents en linguistique). La prononciation généraliste est indiquée dans le tableau, et les variations sont notés en bas. Les lettres entre parenthèses servent à indiquer une prononciation spécifiquement locale lorsque le contexte l'exige.
|              |              | Bilabial | Labio-dentale | Dentale | Alvéolaire | Pré-palatale | Palatale | Vélaire | Glottale |
| Occlusive    | Sourde       | P /p/    |               | T /t̪/   |            | (TY) /ʈ/     | (KY) /c/ | K /k/   |          |
| Occlusive    | Voisée       | B /b/    |               | D /d̪/   |            | (DY) /ɖ/     | (GY) /ɟ/ | G /ɡ/   |          |
| Nasale       | Nasale       | M /m/    |               | N /n/   |            |              | NY /ɲ/   |         |          |
| Affriquée    | Sourde       |          |               |         | C /t͡s/     | (CY) /t͡ʂ/    |          |         |          |
| Affriquée    | Voisée       |          |               |         | J /d͡z/     | (JY) /d͡ʐ/    |          |         |          |
| Fricative    | Sourde       |          | F /f/         |         | S /s/      | X /ʃ/        |          |         | H /h/    |
| Fricative    | Voisée       |          | V /v/         |         | Z /z/      | (ZY) /ʒ/     |          |         |          |
| Latérale     | Latérale     |          |               |         | L /l/      |              | LY /ʎ/   |         |          |
| Rhotique     | Rhotique     |          |               | R /ʁ~r/ | R /ʁ~r/    | R /ʁ~r/      | R /ʁ~r/  | R /ʁ~r/ |          |
| Semi-voyelle | Semi-voyelle | W /w/    |               |         |            |              | Y /j/    |         |          |

| Lettre | API |
| ------ | --- |
| A      | [ä] |
| E      | [ɛ] |
| O      | [ʌ] |
| OE     | [ə] |
| EI     | [e] |
| OU     | [ɤ] |
| I      | [i] |
| Ü      | [ʉ] |
| U      | [ɯ] |

Notes sur la prononciation :
- C : peut se prononcer comme une consonne affriquée alvéolaire sourde [t͡s], une consonne affriquée post-alvéolaire sourde [t͡ʃ], une consonne affriquée alvéolo-palatale sourde [t͡ɕ] ou une combinaison 	[st].
- CY : peut se prononcer comme une consonne affriquée rétroflexe sourde [t͡ʂ] ou une consonne affriquée post-alvéolaire sourde [t͡ʃ].
- J : peut se prononcer comme une consonne affriquée alvéolaire voisée [d͡z] ou une consonne fricative dentale voisée [ð].
- R : Henriet préconise une consonne roulée alvéolaire voisée [r] mais, selon les régions, il peut aussi être prononcé comme une consonne fricative uvulaire voisée [ʁ] ou une consonne roulée uvulaire voisée [ʀ].
- X : peut se prononcer comme une consonne fricative post-alvéolaire sourde [ʃ], une consonne fricative alvéolo-palatale sourde [ɕ] ou une consonne fricative rétroflexe sourde [ʂ].

### Orthographe de référence B

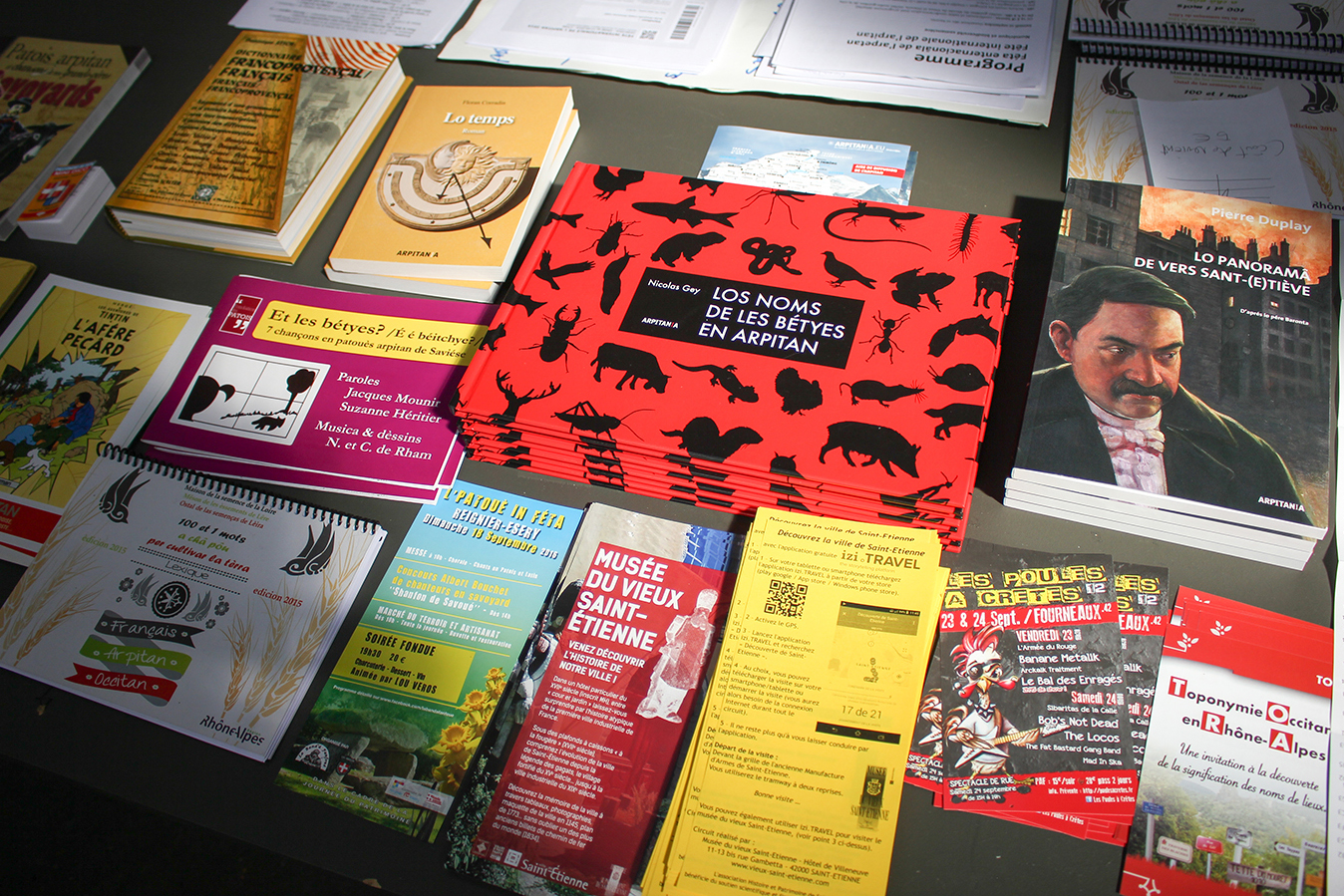
Quelques ouvrages en ORB.

L’Orthographe de référence B (ORB) est une proposition de graphie supradialectale proposée par le linguiste Dominique Stich pour unifier l'orthographe du francoprovençal et de ses patois. Elle est l'amélioration de l’orthographe de référence A proposée en 1998 dans l'ouvrage Parlons francoprovençal (éd. L’Harmattan).

Cette graphie utilise des lettres « quiescentes » (étymologiques ou pseudo-étymologiques, qui ne se prononcent pas) permettant de différencier les homonymes, sur le modèle des orthographes de référence des deux autres langues romanes que sont le français et l'occitan.

Ces lettres muettes servent également à indiquer au lecteur si l'accent tonique tombe sur la dernière syllabe ou non.

En ORB seuls les mots en -a, -o, -e, -os, -es et la finale verbale -ont (français -ent) sont paroxytons (accentués sur l'avant-dernière syllabe).

Selon la Fédération internationale de l'arpitan ACA : « il n'existe pas de « prononciation supradialectale », l'ORB ne sert pas à standardiser la langue dans ses formes orales. L'ORB ne sert qu'à pouvoir diffuser des textes à l'écrit à un public plus large que la communauté de locuteurs dans laquelle il a été écrit ».

#### Ouvrages en orthographe de référence B
- 2005 : Mini dico savoyard-français, Fouesnant : Yoran Embanner, 2005.
- 2005 : Dictionnaire francoprovençal/français, Thonon-les-Bains : Éditions Le Carré, 2005.
- 2006 : Le Francoprovençal de poche, Paris : Assimil, 2006.
- 2007 : Les Aventures de Tintin : L’Afére Pecârd, Bruxelles : Casterman, 2007,  (ISBN 978-2-2030093-1-8).
- 2008 : Floran Corradin, Lo Temps, Sciez : Éditions Arpitania, 2008,  (ISBN 978-2-9523473-1-0).
- 2009 : Marc Bron, Alain Favre et Agnès Carron, Arrêta fran, Dyan !, Habère-Poche : Institut de la langue savoyarde, 2009.
- 2015 : Nicolas Gey, Los Noms de les bétyes en arpitan, Sciez : Éditions Arpitania, 2015,  (ISBN 978-2-9523473-2-7).
- 2016 : Pierre Duplay, Lo Panoramâ de vers Sant-(E)tiève, Sciez : Éditions Arpitania, 2016.

## Liste des dialectes francoprovençaux

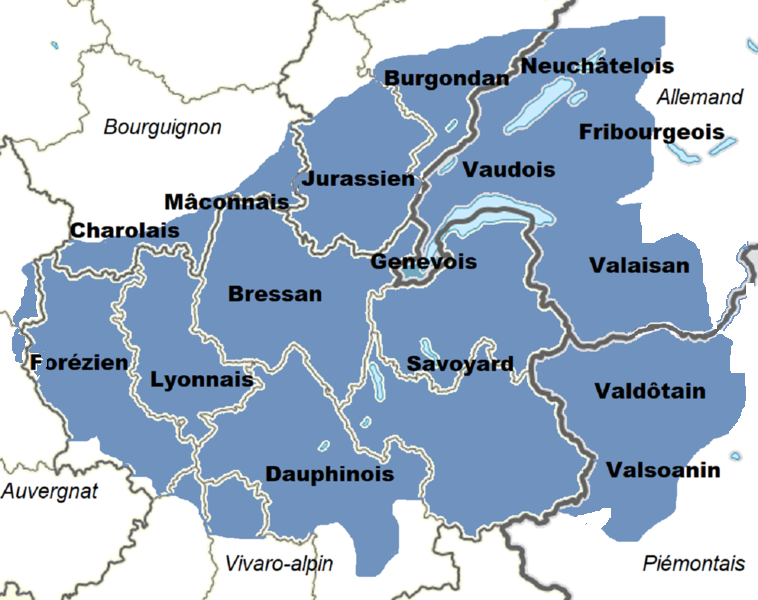
Les dialectes du francoprovençal.

Le découpage en dialectes présenté ici se base sur les entités culturelles, et pas sur des critères linguistiques.
| France - Bressan - Burgondan - Dauphinois - Forézien - Jurassien - Lyonnais - Savoyard | Suisse - Genevois - Fribourgeois - Neuchâtelois - Valaisan - Vaudois | Italie - Faetar - Valdôtain (Valdotèn) - Valsoanin (Val Soana) | Dialectes de transition (France) - Charolais (Francoprovençal → Langue d’Oïl) - Mâconnais (Francoprovençal → Langue d’Oïl) |

## Comparaison dialectale
L'orthographe diffère selon les auteurs. Martin 2005 donne l'exemple entre bressan et savoyard. Duboux 2006 entre le français et le vaudois.
| Français                      | Francoprovençal (ORB)        | Savoyard (Conflans)                 | Bressan                  | Valdôtain                      | Vaudois                      |
| ----------------------------- | ---------------------------- | ----------------------------------- | ------------------------ | ------------------------------ | ---------------------------- |
| Bonjour !                     | Bonjorn !                    | Bonzheu(r) !                        | /bɔ̃ˈʒø/                  | Bondzor !                      | Bondzo !                     |
| Bonne nuit !                  | Bôna nuet !                  | Bouna né !                          | /bunɑˈnɑ/                | Baanét !                       | Bouna né !                   |
| Au revoir !                   | A revêre !                   | A'rvi / A'rvè !                     | /a.rɛˈvɑ/                | Au revoir !                    | À revère !                   |
| Oui                           | Ouè                          | Ouâ, Ouè                            | /ˈwɛ/                    | Ouè                            | Oï, Oyî, Vâ, Ouâi, Voué, Vaî |
| Non                           | Nan                          | Nà, Nan                             | /ˈnɔ̃/                    | Na                             | Na                           |
| Peut-être                     | Pôt-étre / T-èpêr            | P'tètre, Dèbin (val d'arly)         | /pɛˈtetrə/               | Magâ                           | Pâo-t-ître                   |
| S’il vous plait               | S’o vos plét                 | So'plé / Chô'plé, Ch'vô plé         | /sevoˈplɛ/               | Pe plésì                       | Se vo plyé                   |
| Merci !                       | Grant marci !                | Mârchi dû, Granmacî !               | /grɑ̃marˈsi/              | Gramasì                        | Grand macî !                 |
| Un homme                      | Un homo                      | On omou, On omo                     | /in ˈumu/                | Eun ommo                       | On hommo                     |
| Une femme                     | Una fèna                     | Na fena, Na foumâla                 | /nɑ ˈfɛnɑ/               | Euna fenna                     | Onna fènna                   |
| L’horloge                     | Lo relojo                    | Le / lo r'lozhe                     | /lo rɛˈlodʒu/            | Lo relojo                      | Lo relodzo                   |
| Les horloges                  | Los relojos                  | Lou / lo r'lozhe                    | /lu rɛˈlodʒu/            | Lé reloge                      | Lè relodze                   |
| La rose                       | La rousa                     | La reuza                            | /lɑ ˈruzɑ/               | La rosa                        | La roûsa                     |
| Les roses                     | Les rouses                   | Lé reuza                            | /lɛ ˈruze/               | Lé rose                        | Lè roûse                     |
| Il mange.                     | Il menge                     | Â mdyè, Â mëzye                     | /il ˈmɛ̃ʒɛ/               | Y meudje                       | Ye medze                     |
| Elle chante.                  | El / Lyé chante              | Lyé sh/st/tsante                    | /ɛl ˈʃɑ̃tɛ/               | Llie tsante                    | Ye tsante                    |
| Il pleut. Il pleuvine.        | O pllôt / plluvigne          | É plyu                              |                          | Y plout                        | Ye plyâo                     |
| Il pleut.                     | O brolyasse.                 |                                     | /u brulˈjasə/            |                                |                              |
| Quelle heure est-il ?         | Quint’ hora est ?            | Kint'aoura y'é ? / Kint'(y)eura y'é |                          | Quent’eura l’è-t ?             | Quint'hâora l’è-te ?         |
| Quelle heure est-il ?         | Quâl’ hora qu’el est ?       |                                     | /tjel ˈoʒɑ ˈjə/          |                                |                              |
| Il est six heures et demie.   | El est siéx hores et demi    | É ché z'aoura é d'myé               |                          | L’è-t chuis eure é demi        | L’è sî z'hâore et la demi.   |
| Il est six heures et demie.   | El est siéx hores demi       |                                     | /ˈɛjɛ siʒ ˈoʒə dɛˈmi/    |                                |                              |
| Comment vous appelez-vous ?   | Quê que vos âdes niom ?      | Kint non vo-z'é ?                   |                          | Quen non avéde-vo ?            |                              |
| Comment vous appelez-vous ?   | Coment que vos vos apelâds ? |                                     | /kɛmˈe kɛ ˈvu vu apaˈlo/ |                                | Quemeint vo appelâ-vo ?      |
| Je suis content de vous voir. | Je su bonèso de vos vêre     | D'si / Si fran kontê d'vo vè.       |                          | Dze si bien contèn de vo vére. | Ye su conteint de vo vère.   |
| Je suis content de vous voir. | Je su content de vos vêre    |                                     | /ʒɛ si kɔ̃ˈtɛ də vu vɑ/   |                                |                              |
| Parlez-vous patois ?          | Prègiéds-vos patouès ?       | Prezyé-vo patyué ?                  |                          | Prédzade-vo patoué ?           | Parlâ-vo patois ?            |
| Parlez-vous patois ?          | Côsâds-vos patouès ?         | D'vezâ-vo patyué ?                  | /koˈʒo vu patuˈɑ/        |                                | Dèvesâ-vo patouè ?           |

## Toponymes
Presque la totalité des toponymes de l'aire de la langue francoprovençale ont pour origine cette langue. Le francoprovençal n'ayant jamais été langue officielle (à part quelques exceptions éphémères), ces toponymes sont transcrits sous une forme francisée. Ainsi, pour désigner la ville de Genève, le français moderne a adopté une forme francisée du nom francoprovençal Geneva [ðəˈnɛva], et a abandonné le nom du moyen français, Genvres.
Dans la toponymie officielle, la principale source de survivance du francoprovençal se fait dans un certain nombre de suffixes caractéristiques : -az, -ez, -ad, -o(t)z, -od, -oud, -uz, -ax, -ex, -ux, -oux et -ieu(x),. Ils indiquaient la syllabe accentuée. La dernière consonne est rarement prononcée, ou bien sa prononciation indique l’origine étrangère du locuteur. Pour les noms multisyllabiques, « z » indique l'accentuation sur l'avant-dernière syllabe, et « x » sur la dernière, exemple : Chanaz : /ˈʃɑ.nɑ/ (shana) ; Chênex : /ʃɛˈne/ (shèné). On peut relever que ces « x » et « z » finaux n'ont jamais été prononcés, mais ils rapportent une fioriture de l'écriture de ces noms remontant au Moyen Âge.
Les sous-sections suivantes sont des exemples par régions :